# ATP Challenger Tour 2024
El ATP Challenger Tour 2024 es el circuito profesional de tenis secundario organizado por la ATP. En 2024 el calendario del ATP Challenger Tour comprende aproximadamente 204 torneos, con premios que van desde U$ 40,000 hasta U$ 220,000. Se trata de la 47.ª edición del ciclo de torneos challenger, y el 16.º en el marco del nombre de Challenger Tour.

## Distribución de puntos
Los puntos se otorgan de la siguiente manera:
| Categoría      | Modalidad    | Campeón | Finalista | Semifinales | Cuartos de final | 2.ª ronda | 1.ª ronda | Clasificados | Rondas de clasificación |
| Challenger 175 | Individuales | 175     | 90        | 50          | 25               | 13        | 0         | 6            | 3                       |
| Challenger 175 | Dobles       | 175     | 100       | 60          | 32               | -         | 0         | -            | -                       |
| Challenger 125 | Individuales | 125     | 64        | 35          | 16               | 8         | 0         | 5            | 2                       |
| Challenger 125 | Dobles       | 125     | 75        | 45          | 25               | -         | 0         | -            | -                       |
| Challenger 100 | Individuales | 100     | 50        | 25          | 14               | 7         | 0         | 5            | 2                       |
| Challenger 100 | Dobles       | 100     | 75        | 45          | 25               | -         | 0         | -            | -                       |
| Challenger 75  | Individuales | 75      | 44        | 22          | 12               | 6         | 0         | 4            | 2                       |
| Challenger 75  | Dobles       | 75      | 60        | 36          | 20               | -         | 0         | -            | -                       |
| Challenger 50  | Individuales | 50      | 25        | 14          | 8                | 4         | 0         | 3            | 1                       |
| Challenger 50  | Dobles       | 50      | 30        | 17          | 9                | -         | 0         | -            | -                       |

## Programa de torneos
A continuación lista de torneos:
(i): Indoor

### Torneos en enero
| Semana de   | Torneo | Campeones                                                        | Finalista                                   | Semifinales                              | Cuartos de final                                                                |
| ----------- | --- | ---------------------------------------------------------------- | ------------------------------------------- | ---------------------------------------- | ------------------------------------------------------------------------------- |
| 1 de enero  | Canberra Tennis International Canberra, Australia Dura – Challenger 125 – 32S/24Q/16D Cuadro Individuales – Cuadro Dobles                  | Dominik Koepfer 6–3, 6–2                                         | Jakub Menšík                                | Gabriel Diallo Brandon Nakashima         | David Goffin Matteo Gigante Alexander Ritschard Tristan Schoolkate              |
| 1 de enero  | Canberra Tennis International Canberra, Australia Dura – Challenger 125 – 32S/24Q/16D Cuadro Individuales – Cuadro Dobles                  | Daniel Rincón Abdullah Shelbayh 7–6(7–4), 6–3                    | André Göransson Albano Olivetti             | Gabriel Diallo Brandon Nakashima         | David Goffin Matteo Gigante Alexander Ritschard Tristan Schoolkate              |
| 1 de enero  | Open Nouvelle-Calédonie Numea, Nueva Caledonia Dura – Challenger 100 – 32S/24Q/16D Cuadro Individuales – Cuadro Dobles                     | Arthur Cazaux 6–1, 6–1                                           | Enzo Couacaud                               | Gijs Brouwer Harold Mayot                | Richard Gasquet Hugo Gaston Benoît Paire Jesper de Jong                         |
| 1 de enero  | Open Nouvelle-Calédonie Numea, Nueva Caledonia Dura – Challenger 100 – 32S/24Q/16D Cuadro Individuales – Cuadro Dobles                     | Colin Sinclair Rubin Statham 7–5, 6–2                            | Toshihide Matsui Calum Puttergill           | Gijs Brouwer Harold Mayot                | Richard Gasquet Hugo Gaston Benoît Paire Jesper de Jong                         |
| 1 de enero  | Nonthaburi Challenger Nonthaburi, Tailandia Dura – Challenger 75 – 32S/24Q/16D Cuadro Individuales – Cuadro Dobles                         | Valentin Vacherot 3–2 ret.                                       | Lucas Pouille                               | Hong Seong-chan Hsu Yu-hsiou             | Gauthier Onclin Marat Sharipov Francesco Passaro Brandon Holt                   |
| 1 de enero  | Nonthaburi Challenger Nonthaburi, Tailandia Dura – Challenger 75 – 32S/24Q/16D Cuadro Individuales – Cuadro Dobles                         | Arthur Fery Joshua Paris 6–2, 7–5                                | Pruchya Isaro Maximus Jones                 | Hong Seong-chan Hsu Yu-hsiou             | Gauthier Onclin Marat Sharipov Francesco Passaro Brandon Holt                   |
| 1 de enero  | Oeiras Indoors Oeiras, Portugal Dura (i) – Challenger 50 – 32S/24Q/16D Cuadro Individuales – Cuadro Dobles                                 | Maks Kaśnikowski 7–6(7–1), 4–6, 6–3                              | Gastão Elias                                | Egor Gerasimov Valentin Royer            | Thai-Son Kwiatkowski Jaime Faria Tristan Lamasine João Sousa                    |
| 1 de enero  | Oeiras Indoors Oeiras, Portugal Dura (i) – Challenger 50 – 32S/24Q/16D Cuadro Individuales – Cuadro Dobles                                 | Jay Clarke Marcus Willis 6–4, 6–7(9–11), [10–3]                  | Théo Arribagé Michael Geerts                | Egor Gerasimov Valentin Royer            | Thai-Son Kwiatkowski Jaime Faria Tristan Lamasine João Sousa                    |
| 8 de enero  | Nonthaburi Challenger II Nonthaburi, Tailandia Dura – Challenger 75 – 32S/24Q/16D Cuadro Individuales – Cuadro Dobles                      | Valentin Vacherot 7–5, 7–6(7–4)                                  | Manuel Guinard                              | Arthur Fery Rio Noguchi                  | Dennis Novak Hiroki Moriya Yasutaka Uchiyama Brandon Holt                       |
| 8 de enero  | Nonthaburi Challenger II Nonthaburi, Tailandia Dura – Challenger 75 – 32S/24Q/16D Cuadro Individuales – Cuadro Dobles                      | Manuel Guinard Grégoire Jacq 6–4, 7–6(7–5)                       | Francis Alcantara Sun Fajing                | Arthur Fery Rio Noguchi                  | Dennis Novak Hiroki Moriya Yasutaka Uchiyama Brandon Holt                       |
| 8 de enero  | Oeiras Indoors II Oeiras, Portugal Dura (i) – Challenger 75 – 32S/24Q/16D Cuadro Individuales – Cuadro Dobles                              | Leandro Riedi 7–6(8–6), 6–2                                      | Martin Damm                                 | Marius Copil Gastão Elias                | Alejandro Moro Cañas João Sousa Elmer Møller Valentin Royer                     |
| 8 de enero  | Oeiras Indoors II Oeiras, Portugal Dura (i) – Challenger 75 – 32S/24Q/16D Cuadro Individuales – Cuadro Dobles                              | Karol Drzewiecki Piotr Matuszewski 6–3, 6–4                      | Arjun Kadhe Marcus Willis                   | Marius Copil Gastão Elias                | Alejandro Moro Cañas João Sousa Elmer Møller Valentin Royer                     |
| 8 de enero  | Challenger Tenis Club Argentino Buenos Aires, Argentina Tierra batida – Challenger 50 – 32S/24Q/16D Cuadro Individuales – Cuadro Dobles    | Gonzalo Bueno 6–4, 2–6, 7–6(7–4)                                 | Dmitry Popko                                | João Fonseca João Lucas Reis da Silva    | Gianluca Mager Tristan Boyer Max Houkes Mateus Alves                            |
| 8 de enero  | Challenger Tenis Club Argentino Buenos Aires, Argentina Tierra batida – Challenger 50 – 32S/24Q/16D Cuadro Individuales – Cuadro Dobles    | Arklon Huertas del Pino Conner Huertas del Pino 6–3, 3–6, [10–6] | Max Houkes Lukas Neumayer                   | João Fonseca João Lucas Reis da Silva    | Gianluca Mager Tristan Boyer Max Houkes Mateus Alves                            |
| 15 de enero | Tenerife Challenger Tenerife, España Dura – Challenger 100 – 32S/24Q/16D Cuadro Individuales – Cuadro Dobles                               | Brandon Nakashima 6–3, 6–4                                       | Pedro Martínez                              | Denis Yevseyev Javier Barranco Cosano    | Samuel Vincent Ruggeri Francesco Maestrelli Mikhail Kukushkin Pablo Llamas Ruiz |
| 15 de enero | Tenerife Challenger Tenerife, España Dura – Challenger 100 – 32S/24Q/16D Cuadro Individuales – Cuadro Dobles                               | Vasil Kirkov Luis David Martínez 3–6, 6–4, [10–3]                | Karol Drzewiecki Piotr Matuszewski          | Denis Yevseyev Javier Barranco Cosano    | Samuel Vincent Ruggeri Francesco Maestrelli Mikhail Kukushkin Pablo Llamas Ruiz |
| 15 de enero | Nonthaburi Challenger III Nonthaburi, Tailandia Dura – Challenger 75 – 32S/24Q/16D Cuadro Individuales – Cuadro Dobles                     | Matteo Gigante 6–4, 6–1                                          | Seong-chan Hong                             | Jason Jung Giovanni Fonio                | Duje Ajduković Ryan Peniston Nicolas Moreno de Alboran Dennis Novak             |
| 15 de enero | Nonthaburi Challenger III Nonthaburi, Tailandia Dura – Challenger 75 – 32S/24Q/16D Cuadro Individuales – Cuadro Dobles                     | Luke Johnson Skander Mansouri 7–5, 6–4                           | Rithvik Choudary Bollipalli Niki Kaliyanda  | Jason Jung Giovanni Fonio                | Duje Ajduković Ryan Peniston Nicolas Moreno de Alboran Dennis Novak             |
| 15 de enero | Southern California Open Challenger Indian Wells, Estados Unidos Dura – Challenger 50 – 32S/24Q/16D Cuadro Individuales – Cuadro Dobles    | Mitchell Krueger 3–6, 6–4, 6–4                                   | Brandon Holt                                | Paul Jubb Thai-Son Kwiatkowski           | Omni Kumar Learner Tien Daniel Cukierman Marco Trungelliti                      |
| 15 de enero | Southern California Open Challenger Indian Wells, Estados Unidos Dura – Challenger 50 – 32S/24Q/16D Cuadro Individuales – Cuadro Dobles    | Ryan Seggerman Patrik Trhac 6–2, 7–6(7–3)                        | Thai-Son Kwiatkowski Alex Lawson            | Paul Jubb Thai-Son Kwiatkowski           | Omni Kumar Learner Tien Daniel Cukierman Marco Trungelliti                      |
| 15 de enero | Challenger AAT de TCA 2 Buenos Aires, Argentina Tierra batida – Challenger 50 – 32S/24Q/16D Cuadro Individuales – Cuadro Dobles            | Facundo Bagnis 7–5, 1–6, 7–5                                     | Mariano Navone                              | Edoardo Lavagno Dmitry Popko             | Murkel Dellien Santiago Rodríguez Taverna Andrea Collarini Liam Draxl           |
| 15 de enero | Challenger AAT de TCA 2 Buenos Aires, Argentina Tierra batida – Challenger 50 – 32S/24Q/16D Cuadro Individuales – Cuadro Dobles            | João Fonseca Pedro Sakamoto 6–2, 6–2                             | Jakob Schnaitter Mark Wallner               | Edoardo Lavagno Dmitry Popko             | Murkel Dellien Santiago Rodríguez Taverna Andrea Collarini Liam Draxl           |
| 22 de enero | BW Open Ottignies-Louvain-la-Neuve, Bélgica Dura (i) – Challenger 125 – 32S/24Q/16D Cuadro Individuales – Cuadro Dobles                    | Leandro Riedi 7–5, 6–2                                           | Borna Ćorić                                 | Damir Džumhur Brandon Nakashima          | Abdullah Shelbayh Henri Squire Marc-Andrea Hüsler Jan Choinski                  |
| 22 de enero | BW Open Ottignies-Louvain-la-Neuve, Bélgica Dura (i) – Challenger 125 – 32S/24Q/16D Cuadro Individuales – Cuadro Dobles                    | Luke Johnson Skander Mansouri 7–5, 6–3                           | Sander Arends Sem Verbeek                   | Damir Džumhur Brandon Nakashima          | Abdullah Shelbayh Henri Squire Marc-Andrea Hüsler Jan Choinski                  |
| 22 de enero | Open Quimper Bretagne Quimper, Francia Dura (i) – Challenger 125 – 32S/24Q/16D Cuadro Individuales – Cuadro Dobles                         | Pierre-Hugues Herbert 6–3, 6–2                                   | Duje Ajduković                              | Harold Mayot Matteo Martineau            | Otto Virtanen Maxime Cressy Mathias Bourgue Arthur Rinderknech                  |
| 22 de enero | Open Quimper Bretagne Quimper, Francia Dura (i) – Challenger 125 – 32S/24Q/16D Cuadro Individuales – Cuadro Dobles                         | Manuel Guinard Arthur Rinderknech 7–6(7–4), 6–3                  | Anirudh Chandrasekar Vijay Sundar Prashanth | Harold Mayot Matteo Martineau            | Otto Virtanen Maxime Cressy Mathias Bourgue Arthur Rinderknech                  |
| 22 de enero | Punta Open Punta del Este, Uruguay Tierra batida – Challenger 75 – 32S/24Q/16D Cuadro Individuales – Cuadro Dobles                         | Gianluca Mager 6–7(5–7), 6–2, 6–0                                | Thiago Agustín Tirante                      | Román Andrés Burruchaga Marco Cecchinato | Thiago Monteiro Murkel Dellien Juan Manuel Cerúndolo Radu Albot                 |
| 22 de enero | Punta Open Punta del Este, Uruguay Tierra batida – Challenger 75 – 32S/24Q/16D Cuadro Individuales – Cuadro Dobles                         | Murkel Dellien Federico Agustín Gómez 6–3, 6–2                   | Guido Andreozzi Guillermo Durán             | Román Andrés Burruchaga Marco Cecchinato | Thiago Monteiro Murkel Dellien Juan Manuel Cerúndolo Radu Albot                 |
| 22 de enero | Southern California Open Challenger II Indian Wells, Estados Unidos Dura – Challenger 50 – 32S/24Q/16D Cuadro Individuales – Cuadro Dobles | Blaise Bicknell 6–3, 6–2                                         | Zachary Svajda                              | Sebastian Fanselow Andre Ilagan          | Bor Artnak Learner Tien Brandon Holt Thai-Son Kwiatkowski                       |
| 22 de enero | Southern California Open Challenger II Indian Wells, Estados Unidos Dura – Challenger 50 – 32S/24Q/16D Cuadro Individuales – Cuadro Dobles | Ryan Seggerman Patrik Trhac 6–4, 3–6, [10–3]                     | Thomas Fancutt Ajeet Rai                    | Sebastian Fanselow Andre Ilagan          | Bor Artnak Learner Tien Brandon Holt Thai-Son Kwiatkowski                       |
| 29 de enero | Koblenz Open Koblenz, Alemania Dura (i) – Challenger 100 – 32S/24Q/16D Cuadro Individuales – Cuadro Dobles                                 | Jurij Rodionov 6–7(7–9), 6–1, 6–2                                | Brandon Nakashima                           | Stefano Travaglia Hazem Naw              | Rudolf Molleker Martin Damm Zdeněk Kolář Max Hans Rehberg                       |
| 29 de enero | Koblenz Open Koblenz, Alemania Dura (i) – Challenger 100 – 32S/24Q/16D Cuadro Individuales – Cuadro Dobles                                 | Sander Arends Sem Verbeek 6–4, 6–2                               | Jakob Schnaitter Mark Wallner               | Stefano Travaglia Hazem Naw              | Rudolf Molleker Martin Damm Zdeněk Kolář Max Hans Rehberg                       |
| 29 de enero | Burnie International Burnie, Australia Dura – Challenger 75 – 32S/24Q/16D Cuadro Individuales – Cuadro Dobles                              | Omar Jasika 6–2, 6–7(2–7), 6–3                                   | Alex Bolt                                   | Shintaro Imai Yasutaka Uchiyama          | Dane Sweeny Luke Saville Hiroki Moriya Marc Polmans                             |
| 29 de enero | Burnie International Burnie, Australia Dura – Challenger 75 – 32S/24Q/16D Cuadro Individuales – Cuadro Dobles                              | Alex Bolt Luke Saville 5–7, 6–3, [12–10]                         | Tristan Schoolkate Adam Walton              | Shintaro Imai Yasutaka Uchiyama          | Dane Sweeny Luke Saville Hiroki Moriya Marc Polmans                             |
| 29 de enero | Cleveland Open Cleveland, Estados Unidos Dura (i) – Challenger 75 – 32S/24Q/16D Cuadro Individuales – Cuadro Dobles                        | Patrick Kypson 4–6, 6–3, 6–2                                     | Ethan Quinn                                 | James Duckworth Denis Kudla              | Quinn Vandecasteele Emilio Nava Tennys Sandgren Thai-Son Kwiatkowski            |
| 29 de enero | Cleveland Open Cleveland, Estados Unidos Dura (i) – Challenger 75 – 32S/24Q/16D Cuadro Individuales – Cuadro Dobles                        | George Goldhoff James Trotter 6–7(0–7), 6–3, [10–8]              | William Blumberg Alex Lawson                | James Duckworth Denis Kudla              | Quinn Vandecasteele Emilio Nava Tennys Sandgren Thai-Son Kwiatkowski            |
| 29 de enero | Brasil Tennis Challenger Piracicaba, Brasil Tierra batida – Challenger 75 – 32S/24Q/16D Cuadro Individuales – Cuadro Dobles                | Camilo Ugo Carabelli 7–5, 6–4                                    | Federico Coria                              | Matheus Pucinelli de Almeida Felix Gill  | Gianluca Mager Alexander Weis Ivan Gakhov Kilian Feldbausch                     |
| 29 de enero | Brasil Tennis Challenger Piracicaba, Brasil Tierra batida – Challenger 75 – 32S/24Q/16D Cuadro Individuales – Cuadro Dobles                | Guido Andreozzi Guillermo Durán 6–2, 7–6(7–5)                    | Daniel Dutra da Silva Pedro Sakamoto        | Matheus Pucinelli de Almeida Felix Gill  | Gianluca Mager Alexander Weis Ivan Gakhov Kilian Feldbausch                     |

### Torneos en febrero
| Semana de     | Torneo | Campeones                                              | Finalista                                           | Semifinales                          | Cuartos de final                                                       |
| ------------- | --- | ------------------------------------------------------ | --------------------------------------------------- | ------------------------------------ | ---------------------------------------------------------------------- |
| 5 de febrero  | Chennai Open Challenger Chennai, India Dura – Challenger 100 – 32S/24Q/16D Cuadro Individuales – Cuadro Dobles                        | Sumit Nagal 6–1, 6–4                                   | Luca Nardi                                          | Chun-hsin Tseng Dalibor Svrčina      | Stefano Napolitano Enrico Dalla Valle Mukund Sasikumar Dominik Palán   |
| 5 de febrero  | Chennai Open Challenger Chennai, India Dura – Challenger 100 – 32S/24Q/16D Cuadro Individuales – Cuadro Dobles                        | Saketh Myneni Ramkumar Ramanathan 3–6, 6–3, [10–5]     | Rithvik Choudary Bollipalli Niki Kaliyanda Poonacha | Chun-hsin Tseng Dalibor Svrčina      | Stefano Napolitano Enrico Dalla Valle Mukund Sasikumar Dominik Palán   |
| 5 de febrero  | Burnie International II Burnie, Australia Dura – Challenger 75 – 32S/24Q/16D Cuadro Individuales – Cuadro Dobles                      | Adam Walton 6–2, 7–6(7–4)                              | Dane Sweeny                                         | Tristan Schoolkate Yasutaka Uchiyama | Philip Sekulic Li Tu James McCabe Christian Langmo                     |
| 5 de febrero  | Burnie International II Burnie, Australia Dura – Challenger 75 – 32S/24Q/16D Cuadro Individuales – Cuadro Dobles                      | Benjamin Lock Yuta Shimizu 6–4, 7–6(7–4)               | Blake Bayldon Kody Pearson                          | Tristan Schoolkate Yasutaka Uchiyama | Philip Sekulic Li Tu James McCabe Christian Langmo                     |
| 5 de febrero  | Lexus Nottingham Challenger Nottingham, Reino Unido Dura (i) – Challenger 75 – 32S/24Q/16D Cuadro Individuales – Cuadro Dobles        | Giovanni Mpetshi Perricard 7–6(7–2), 6–4               | Matteo Martineau                                    | Mikhail Kukushkin Alexander Blockx   | Dimitar Kuzmanov Zdeněk Kolář Abdullah Shelbayh Hamish Stewart         |
| 5 de febrero  | Lexus Nottingham Challenger Nottingham, Reino Unido Dura (i) – Challenger 75 – 32S/24Q/16D Cuadro Individuales – Cuadro Dobles        | Petr Nouza Patrik Rikl 6–3, 7–6(7–3)                   | Antoine Escoffier Joshua Paris                      | Mikhail Kukushkin Alexander Blockx   | Dimitar Kuzmanov Zdeněk Kolář Abdullah Shelbayh Hamish Stewart         |
| 12 de febrero | Bahrain Ministry of Interior Tennis Challenger Manama, Baréin Dura – Challenger 125 – 32S/24Q/16D Cuadro Individuales – Cuadro Dobles | Mikhail Kukushkin 7–6(7–5), 6–4                        | Richard Gasquet                                     | Damir Džumhur Jakub Menšík           | Billy Harris Daniel Rincón Marco Trungelliti Abdullah Shelbayh         |
| 12 de febrero | Bahrain Ministry of Interior Tennis Challenger Manama, Baréin Dura – Challenger 125 – 32S/24Q/16D Cuadro Individuales – Cuadro Dobles | Sergio Martos Gornés Petros Tsitsipas 3–6, 6–3, [10–8] | Vasil Kirkov Patrik Niklas-Salminen                 | Damir Džumhur Jakub Menšík           | Billy Harris Daniel Rincón Marco Trungelliti Abdullah Shelbayh         |
| 12 de febrero | Bengaluru Open Bangalore, India Dura – Challenger 100 – 32S/24Q/16D Cuadro Individuales – Cuadro Dobles                               | Stefano Napolitano 4–6, 6–3, 6–3                       | Seong-chan Hong                                     | Oriol Roca Batalla Sumit Nagal       | Ramkumar Ramanathan Maks Kaśnikowski Moez Echargui Adam Walton         |
| 12 de febrero | Bengaluru Open Bangalore, India Dura – Challenger 100 – 32S/24Q/16D Cuadro Individuales – Cuadro Dobles                               | Saketh Myneni Ramkumar Ramanathan 6–3, 6–4             | Constantin Bittoun Kouzmine Maxime Janvier          | Oriol Roca Batalla Sumit Nagal       | Ramkumar Ramanathan Maks Kaśnikowski Moez Echargui Adam Walton         |
| 12 de febrero | Challenger La Manche Cherburgo, Francia Dura (i) – Challenger 75 – 32S/24Q/16D Cuadro Individuales – Cuadro Dobles                    | Zsombor Piros 6–3, 6–4                                 | Matteo Martineau                                    | Michael Geerts Quentin Halys         | Mark Lajal Alibek Kachmazov Nikolay Vylegzhanin Titouan Droguet        |
| 12 de febrero | Challenger La Manche Cherburgo, Francia Dura (i) – Challenger 75 – 32S/24Q/16D Cuadro Individuales – Cuadro Dobles                    | George Goldhoff James Trotter 6–2, 6–3                 | Ryan Nijboer Niklas Schell                          | Michael Geerts Quentin Halys         | Mark Lajal Alibek Kachmazov Nikolay Vylegzhanin Titouan Droguet        |
| 12 de febrero | Glasgow Challenger Glasgow, Reino Unido Dura (i) – Challenger 50 – 32S/24Q/16D Cuadro Individuales – Cuadro Dobles                    | Clément Chidekh 0–6, 6–4, 6–1                          | Paul Jubb                                           | Manuel Guinard Elmar Ejupovic        | Hamish Stewart Nicola Kuhn Henry Searle Stuart Parker                  |
| 12 de febrero | Glasgow Challenger Glasgow, Reino Unido Dura (i) – Challenger 50 – 32S/24Q/16D Cuadro Individuales – Cuadro Dobles                    | Scott Duncan Marcus Willis 6–3, 6–2                    | Kyle Edmund Henry Searle                            | Manuel Guinard Elmar Ejupovic        | Hamish Stewart Nicola Kuhn Henry Searle Stuart Parker                  |
| 19 de febrero | Teréga Open Pau–Pyrénées Pau, Francia Dura (i) – Challenger 125 – 32S/24Q/16D Cuadro Individuales – Cuadro Dobles                     | Otto Virtanen 7–5, 7–5                                 | Leandro Riedi                                       | Clément Chidekh Brandon Nakashima    | Dino Prižmić Titouan Droguet Mattia Bellucci Lucas Pouille             |
| 19 de febrero | Teréga Open Pau–Pyrénées Pau, Francia Dura (i) – Challenger 125 – 32S/24Q/16D Cuadro Individuales – Cuadro Dobles                     | Christian Harrison Brandon Nakashima 7–6(7–5), 6–4     | Romain Arneodo Sam Weissborn                        | Clément Chidekh Brandon Nakashima    | Dino Prižmić Titouan Droguet Mattia Bellucci Lucas Pouille             |
| 19 de febrero | Pune Challenger Pune, India Dura – Challenger 100 – 32S/24Q/16D Cuadro Individuales – Cuadro Dobles                                   | Valentin Vacherot 3–6, 7–6(7–5), 7–6(7–5)              | Adam Walton                                         | Dane Sweeny Duje Ajduković           | Niki Kaliyanda Poonacha Enzo Couacaud Mukund Sasikumar Alexey Zakharov |
| 19 de febrero | Pune Challenger Pune, India Dura – Challenger 100 – 32S/24Q/16D Cuadro Individuales – Cuadro Dobles                                   | Tristan Schoolkate Adam Walton 7–6(7–4), 7–5           | Dan Added Yun-seong Chung                           | Dane Sweeny Duje Ajduković           | Niki Kaliyanda Poonacha Enzo Couacaud Mukund Sasikumar Alexey Zakharov |
| 19 de febrero | Tenerife Challenger II Tenerife, España Dura – Challenger 75 – 32S/24Q/16D Cuadro Individuales – Cuadro Dobles                        | Matteo Gigante 6–2, 6–4                                | Stefano Travaglia                                   | Jules Marie Francesco Maestrelli     | Henrique Rocha Jozef Kovalík Martin Damm Salvatore Caruso              |
| 19 de febrero | Tenerife Challenger II Tenerife, España Dura – Challenger 75 – 32S/24Q/16D Cuadro Individuales – Cuadro Dobles                        | Petr Nouza Patrik Rikl 6–4, 4–6, [11–9]                | Sander Arends Sem Verbeek                           | Jules Marie Francesco Maestrelli     | Henrique Rocha Jozef Kovalík Martin Damm Salvatore Caruso              |
| 26 de febrero | Play In Challenger Lille, Francia Dura (i) – Challenger 100 – 32S/24Q/16D Cuadro Individuales – Cuadro Dobles                         | Arthur Rinderknech 6–4, 3–6, 7–6(10–8)                 | Joris De Loore                                      | Otto Virtanen Pierre-Hugues Herbert  | Billy Harris Grégoire Barrère Radu Albot Giovanni Mpetshi Perricard    |
| 26 de febrero | Play In Challenger Lille, Francia Dura (i) – Challenger 100 – 32S/24Q/16D Cuadro Individuales – Cuadro Dobles                         | Christian Harrison Marcus Willis 7–6(8–6), 6–3         | Titouan Droguet Giovanni Mpetshi Perricard          | Otto Virtanen Pierre-Hugues Herbert  | Billy Harris Grégoire Barrère Radu Albot Giovanni Mpetshi Perricard    |
| 26 de febrero | Delhi Open Nueva Delhi, India Dura – Challenger 75 – 32S/24Q/16D Cuadro Individuales – Cuadro Dobles                                  | Geoffrey Blancaneaux 6–4, 6–2                          | Coleman Wong                                        | Yuta Shimizu Tristan Boyer           | Enrico Dalla Valle Tristan Schoolkate Dalibor Svrčina Philip Sekulic   |
| 26 de febrero | Delhi Open Nueva Delhi, India Dura – Challenger 75 – 32S/24Q/16D Cuadro Individuales – Cuadro Dobles                                  | Piotr Matuszewski Matthew Romios 6–4, 6–4              | Jakob Schnaitter Mark Wallner                       | Yuta Shimizu Tristan Boyer           | Enrico Dalla Valle Tristan Schoolkate Dalibor Svrčina Philip Sekulic   |
| 26 de febrero | Tenerife Challenger III Tenerife, España Dura – Challenger 75 – 32S/24Q/16D Cuadro Individuales – Cuadro Dobles                       | Mikhail Kukushkin 6–2, 2–0, retiro                     | Matteo Gigante                                      | Martín Landaluce Yunchaokete Bu      | Daniel Mérida Lukas Neumayer Martin Damm Alejandro Moro Cañas          |
| 26 de febrero | Tenerife Challenger III Tenerife, España Dura – Challenger 75 – 32S/24Q/16D Cuadro Individuales – Cuadro Dobles                       | Sander Arends Sem Verbeek 6–4, 6–4                     | Marco Bortolotti Sergio Martos Gornés               | Martín Landaluce Yunchaokete Bu      | Daniel Mérida Lukas Neumayer Martin Damm Alejandro Moro Cañas          |
| 26 de febrero | Ruanda Challenger Kigali, Ruanda Tierra batida – Challenger 50 – 32S/24Q/16D Cuadro Individuales – Cuadro Dobles                      | Kamil Majchrzak 6–4, 6–4                               | Marco Trungelliti                                   | Max Houkes Stefan Kozlov             | Corentin Denolly Calvin Hemery Nicholas Ionel Yshai Oliel              |
| 26 de febrero | Ruanda Challenger Kigali, Ruanda Tierra batida – Challenger 50 – 32S/24Q/16D Cuadro Individuales – Cuadro Dobles                      | Max Houkes Clément Tabur 6–3, 7–6(7–4)                 | Pruchya Isaro Christopher Rungkat                   | Max Houkes Stefan Kozlov             | Corentin Denolly Calvin Hemery Nicholas Ionel Yshai Oliel              |

### Torneos en marzo
| Semana de   | Torneo | Campeones                                                    | Finalista                               | Semifinales                                 | Cuartos de final                                                               |
| ----------- | --- | ------------------------------------------------------------ | --------------------------------------- | ------------------------------------------- | ------------------------------------------------------------------------------ |
| 4 de marzo  | Challenger Città di Lugano Lugano, Suiza Dura (i) – Challenger 75 – 32S/24Q/16D Cuadro Individuales – Cuadro Dobles                    | Otto Virtanen 6–7(4–7), 6–4, 7–6(7–3)                        | Daniel Masur                            | Zizou Bergs Rudolf Molleker                 | Mikhail Kukushkin Radu Albot Gijs Brouwer Pierre-Hugues Herbert                |
| 4 de marzo  | Challenger Città di Lugano Lugano, Suiza Dura (i) – Challenger 75 – 32S/24Q/16D Cuadro Individuales – Cuadro Dobles                    | Sander Arends Sem Verbeek 6–7(9–11), 7–6(7–1), [10–8]        | Constantin Frantzen Hendrik Jebens      | Zizou Bergs Rudolf Molleker                 | Mikhail Kukushkin Radu Albot Gijs Brouwer Pierre-Hugues Herbert                |
| 4 de marzo  | Santa Cruz Challenger Santa Cruz de la Sierra, Bolivia Tierra batida – Challenger 75 – 32S/24Q/16D Cuadro Individuales – Cuadro Dobles | Camilo Ugo Carabelli 6–4, 6–2                                | Murkel Dellien                          | Thiago Monteiro Renzo Olivo                 | Pedro Sakamoto Gonçalo Oliveira Román Andrés Burruchaga Juan Manuel Cerúndolo  |
| 4 de marzo  | Santa Cruz Challenger Santa Cruz de la Sierra, Bolivia Tierra batida – Challenger 75 – 32S/24Q/16D Cuadro Individuales – Cuadro Dobles | Andrea Collarini Renzo Olivo 6–4, 6–1                        | Hugo Dellien Murkel Dellien             | Thiago Monteiro Renzo Olivo                 | Pedro Sakamoto Gonçalo Oliveira Román Andrés Burruchaga Juan Manuel Cerúndolo  |
| 4 de marzo  | Ruanda Challenger II Kigali, Ruanda Tierra batida – Challenger 50 – 32S/24Q/16D Cuadro Individuales – Cuadro Dobles                    | Marco Trungelliti 6–4, 6–2                                   | Clément Tabur                           | Kamil Majchrzak Damien Wenger               | Stefan Kozlov Mohamed Safwat Calvin Hemery Daniel Cukierman                    |
| 4 de marzo  | Ruanda Challenger II Kigali, Ruanda Tierra batida – Challenger 50 – 32S/24Q/16D Cuadro Individuales – Cuadro Dobles                    | Thomas Fancutt Hunter Reese 6–1, 7–5                         | S D Prajwal Dev David Pichler           | Kamil Majchrzak Damien Wenger               | Stefan Kozlov Mohamed Safwat Calvin Hemery Daniel Cukierman                    |
| 11 de marzo | Arizona Tennis Classic Phoenix, Estados Unidos Dura – Challenger 175 – 32S/24Q/16D Cuadro Individuales – Cuadro Dobles                 | Nuno Borges 7–5, 7–6(7–4)                                    | Matteo Berrettini                       | Luca Van Assche Aleksandar Vukic            | Thanasi Kokkinakis Denis Kudla Quentin Halys Térence Atmane                    |
| 11 de marzo | Arizona Tennis Classic Phoenix, Estados Unidos Dura – Challenger 175 – 32S/24Q/16D Cuadro Individuales – Cuadro Dobles                 | Sadio Doumbia Fabien Reboul 6–3, 6–2                         | Rinky Hijikata Henry Patten             | Luca Van Assche Aleksandar Vukic            | Thanasi Kokkinakis Denis Kudla Quentin Halys Térence Atmane                    |
| 11 de marzo | Challenger de Santiago Santiago, Chile Tierra batida – Challenger 75 – 32S/24Q/16D Cuadro Individuales – Cuadro Dobles                 | Juan Pablo Varillas 6–3, 6–2                                 | Facundo Bagnis                          | Gustavo Heide Liam Draxl                    | Gianluca Mager Hugo Dellien Camilo Ugo Carabelli Francesco Passaro             |
| 11 de marzo | Challenger de Santiago Santiago, Chile Tierra batida – Challenger 75 – 32S/24Q/16D Cuadro Individuales – Cuadro Dobles                 | Fernando Romboli Marcelo Zormann 7–6(7–5), 6–4               | Boris Arias Federico Zeballos           | Gustavo Heide Liam Draxl                    | Gianluca Mager Hugo Dellien Camilo Ugo Carabelli Francesco Passaro             |
| 11 de marzo | Kiskút Open Székesfehérvár, Hungría Tierra batida (i) – Challenger 75 – 32S/24Q/16D Cuadro Individuales – Cuadro Dobles                | Chun-hsin Tseng 4–1, retiro                                  | Titouan Droguet                         | Francesco Maestrelli Franco Agamenone       | Daniel Michalski Matteo Martineau Zdeněk Kolář Zsombor Piros                   |
| 11 de marzo | Kiskút Open Székesfehérvár, Hungría Tierra batida (i) – Challenger 75 – 32S/24Q/16D Cuadro Individuales – Cuadro Dobles                | Titouan Droguet Matteo Martineau 4–6, 7–5, [10–8]            | André Göransson Denys Molchanov         | Francesco Maestrelli Franco Agamenone       | Daniel Michalski Matteo Martineau Zdeněk Kolář Zsombor Piros                   |
| 11 de marzo | Tennis Challenger Hamburg Hamburgo, Alemania Dura (i) – Challenger 50 – 32S/24Q/16D Cuadro Individuales – Cuadro Dobles                | Henri Squire 6–4, 6–2                                        | Clément Chidekh                         | Alexander Blockx Yuta Shimizu               | Rudolf Molleker Alexander Ritschard Michael Agwi Mattia Bellucci               |
| 11 de marzo | Tennis Challenger Hamburg Hamburgo, Alemania Dura (i) – Challenger 50 – 32S/24Q/16D Cuadro Individuales – Cuadro Dobles                | Mattia Bellucci Rémy Bertola 6–4, 7–5                        | Karol Drzewiecki Patrik Niklas-Salminen | Alexander Blockx Yuta Shimizu               | Rudolf Molleker Alexander Ritschard Michael Agwi Mattia Bellucci               |
| 18 de marzo | Paraguay Open Asunción, Paraguay Tierra batida – Challenger 75 – 32S/24Q/16D Cuadro Individuales – Cuadro Dobles                       | Gustavo Heide 7–5, 6–7(6–8), 6–1                             | João Fonseca                            | Juan Pablo Varillas Román Andrés Burruchaga | Federico Agustín Gómez Alexander Weis Orlando Luz Gianluca Mager               |
| 18 de marzo | Paraguay Open Asunción, Paraguay Tierra batida – Challenger 75 – 32S/24Q/16D Cuadro Individuales – Cuadro Dobles                       | Boris Arias Federico Zeballos 6–2, 6–2                       | Gonzalo Bueno Álvaro Guillén Meza       | Juan Pablo Varillas Román Andrés Burruchaga | Federico Agustín Gómez Alexander Weis Orlando Luz Gianluca Mager               |
| 18 de marzo | Murcia Open Murcia, España Tierra batida – Challenger 75 – 32S/24Q/16D Cuadro Individuales – Cuadro Dobles                             | Henrique Rocha 3–6, 7–6(7–0), 7–5                            | Nikoloz Basilashvili                    | Albert Ramos Viñolas Pablo Llamas Ruiz      | Yunchaokete Bu Marco Trungelliti Radu Albot Richard Gasquet                    |
| 18 de marzo | Murcia Open Murcia, España Tierra batida – Challenger 75 – 32S/24Q/16D Cuadro Individuales – Cuadro Dobles                             | Théo Arribagé Victor Vlad Cornea 7–5, 6–1                    | Arjun Kadhe Jeevan Nedunchezhiyan       | Albert Ramos Viñolas Pablo Llamas Ruiz      | Yunchaokete Bu Marco Trungelliti Radu Albot Richard Gasquet                    |
| 18 de marzo | Zadar Open Zadar, Croacia Tierra batida – Challenger 75 – 32S/24Q/16D Cuadro Individuales – Cuadro Dobles                              | Jozef Kovalík 6–4, 6–2                                       | Adrian Andreev                          | Jonáš Forejtek Timofey Skatov               | Lukas Neumayer Nino Serdarušić Enrico Dalla Valle Sandro Kopp                  |
| 18 de marzo | Zadar Open Zadar, Croacia Tierra batida – Challenger 75 – 32S/24Q/16D Cuadro Individuales – Cuadro Dobles                              | Manuel Guinard Grégoire Jacq 6–4, 6–4                        | Roman Jebavý Zdeněk Kolář               | Jonáš Forejtek Timofey Skatov               | Lukas Neumayer Nino Serdarušić Enrico Dalla Valle Sandro Kopp                  |
| 18 de marzo | Yucatán Open Mérida, México Tierra batida – Challenger 50 – 32S/24Q/16D Cuadro Individuales – Cuadro Dobles                            | Tristan Boyer 7–6(8–6), 6–2                                  | Juan Pablo Ficovich                     | Nick Hardt Murkel Dellien                   | Facundo Mena Dmitry Popko Roberto Cid Subervi Stefan Kozlov                    |
| 18 de marzo | Yucatán Open Mérida, México Tierra batida – Challenger 50 – 32S/24Q/16D Cuadro Individuales – Cuadro Dobles                            | Thomas Fancutt Hunter Reese 7–5, 6–3                         | Boris Kozlov Stefan Kozlov              | Nick Hardt Murkel Dellien                   | Facundo Mena Dmitry Popko Roberto Cid Subervi Stefan Kozlov                    |
| 25 de marzo | Tennis Napoli Cup Nápoles, Italia Tierra batida – Challenger 125 – 32S/24Q/16D Cuadro Individuales – Cuadro Dobles                     | Luca Nardi 5–7, 7–6(7–3), 6–2                                | Pierre-Hugues Herbert                   | Corentin Moutet Francesco Passaro           | Federico Coria Arthur Gea Ugo Blanchet Matteo Gigante                          |
| 25 de marzo | Tennis Napoli Cup Nápoles, Italia Tierra batida – Challenger 125 – 32S/24Q/16D Cuadro Individuales – Cuadro Dobles                     | Guido Andreozzi Miguel Ángel Reyes-Varela 6–4, 1–6, [10–7]   | Théo Arribagé Victor Vlad Cornea        | Corentin Moutet Francesco Passaro           | Federico Coria Arthur Gea Ugo Blanchet Matteo Gigante                          |
| 25 de marzo | Girona Challenger Gerona, España Tierra batida – Challenger 75 – 32S/24Q/16D Cuadro Individuales – Cuadro Dobles                       | Pedro Martínez 7–5, 6–4                                      | Radu Albot                              | Nikolás Sánchez Izquierdo Benjamin Hassan   | Javier Barranco Cosano João Sousa Cristian Garín Jesper de Jong                |
| 25 de marzo | Girona Challenger Gerona, España Tierra batida – Challenger 75 – 32S/24Q/16D Cuadro Individuales – Cuadro Dobles                       | Gonzalo Escobar Aleksandr Nedovyesov 7–6(7–1), 6–4           | Jonathan Eysseric Albano Olivetti       | Nikolás Sánchez Izquierdo Benjamin Hassan   | Javier Barranco Cosano João Sousa Cristian Garín Jesper de Jong                |
| 25 de marzo | San Luis Open Challenger San Luis Potosí, México Tierra batida – Challenger 75 – 32S/24Q/16D Cuadro Individuales – Cuadro Dobles       | Nicolás Mejía 6–1, 5–7, 6–2                                  | Matías Soto                             | Denis Kudla Giovanni Mpetshi Perricard      | Thiago Agustín Tirante Bernard Tomic Tomás Barrios Alexis Galarneau            |
| 25 de marzo | San Luis Open Challenger San Luis Potosí, México Tierra batida – Challenger 75 – 32S/24Q/16D Cuadro Individuales – Cuadro Dobles       | Rithvik Choudary Bollipalli Niki Kaliyanda Poonacha 6–3, 6–2 | Antoine Bellier Marc-Andrea Hüsler      | Denis Kudla Giovanni Mpetshi Perricard      | Thiago Agustín Tirante Bernard Tomic Tomás Barrios Alexis Galarneau            |
| 25 de marzo | São Léo Open São Leopoldo, Brasil Tierra batida – Challenger 75 – 32S/24Q/16D Cuadro Individuales – Cuadro Dobles                      | Daniel Vallejo 6–3, 6–2                                      | Enzo Couacaud                           | Juan Pablo Varillas Felipe Meligeni Alves   | Gonçalo Oliveira Camilo Ugo Carabelli Matheus Pucinelli de Almeida Orlando Luz |
| 25 de marzo | São Léo Open São Leopoldo, Brasil Tierra batida – Challenger 75 – 32S/24Q/16D Cuadro Individuales – Cuadro Dobles                      | Marcelo Demoliner Orlando Luz 7–5, 3–6, [10–8]               | Liam Draxl Alexander Weis               | Juan Pablo Varillas Felipe Meligeni Alves   | Gonçalo Oliveira Camilo Ugo Carabelli Matheus Pucinelli de Almeida Orlando Luz |

### Torneos en abril
| Semana de   | Torneo | Campeones                                                         | Finalista                                   | Semifinales                             | Cuartos de final                                                           |
| ----------- | --- | ----------------------------------------------------------------- | ------------------------------------------- | --------------------------------------- | -------------------------------------------------------------------------- |
| 1 de abril  | México City Open Ciudad de México, México Tierra batida – Challenger 125 – 32S/24Q/16D Cuadro Individuales – Cuadro Dobles                                | Thiago Agustín Tirante 6–1, 6–3                                   | Alexis Galarneau                            | Bernard Tomic Maxime Janvier            | Oliver Crawford Skander Mansouri Aidan Mayo Beibit Zhukayev                |
| 1 de abril  | México City Open Ciudad de México, México Tierra batida – Challenger 125 – 32S/24Q/16D Cuadro Individuales – Cuadro Dobles                                | Ryan Seggerman Patrik Trhac 5–7, 6–4, [10–5]                      | Tristan Schoolkate Adam Walton              | Bernard Tomic Maxime Janvier            | Oliver Crawford Skander Mansouri Aidan Mayo Beibit Zhukayev                |
| 1 de abril  | Sánchez-Casal Cup Barcelona, España Tierra batida – Challenger 75 – 32S/24Q/16D Cuadro Individuales – Cuadro Dobles                                       | Nick Hardt 6–4, 3–6, 6–2                                          | Bernabé Zapata                              | Javier Barranco Cosano Lorenzo Giustino | Nicholas Ionel Carlos Taberner Jesper de Jong Billy Harris                 |
| 1 de abril  | Sánchez-Casal Cup Barcelona, España Tierra batida – Challenger 75 – 32S/24Q/16D Cuadro Individuales – Cuadro Dobles                                       | Daniel Rincón Oriol Roca Batalla 5–7, 6–4, [11–9]                 | Jakob Schnaitter Mark Wallner               | Javier Barranco Cosano Lorenzo Giustino | Nicholas Ionel Carlos Taberner Jesper de Jong Billy Harris                 |
| 1 de abril  | Open Città della Disfida Barletta, Italia Tierra batida – Challenger 75 – 32S/24Q/16D Cuadro Individuales – Cuadro Dobles                                 | Damir Džumhur 6–1, 6–3                                            | Harold Mayot                                | Jacopo Berrettini Timofey Skatov        | Maks Kaśnikowski Filip Jianu Riccardo Bonadio Francesco Maestrelli         |
| 1 de abril  | Open Città della Disfida Barletta, Italia Tierra batida – Challenger 75 – 32S/24Q/16D Cuadro Individuales – Cuadro Dobles                                 | Zdeněk Kolář Chun-hsin Tseng 1–6, 6–3, [10–7]                     | Théo Arribagé Benjamin Bonzi                | Jacopo Berrettini Timofey Skatov        | Maks Kaśnikowski Filip Jianu Riccardo Bonadio Francesco Maestrelli         |
| 1 de abril  | Engie Open Florianópolis Florianópolis, Brasil Tierra batida – Challenger 75 – 32S/24Q/16D Cuadro Individuales – Cuadro Dobles                            | Enzo Couacaud 3–6, 6–4, 7–6(7–1)                                  | João Lucas Reis da Silva                    | Camilo Ugo Carabelli Gianluca Mager     | Orlando Luz Juan Carlos Prado Román Andrés Burruchaga Daniel Cukierman     |
| 1 de abril  | Engie Open Florianópolis Florianópolis, Brasil Tierra batida – Challenger 75 – 32S/24Q/16D Cuadro Individuales – Cuadro Dobles                            | Daniel Cukierman Carlos Sánchez Jover 6–0, 3–6, [10–4]            | Lorenzo Joaquín Rodríguez Franco Roncadelli | Camilo Ugo Carabelli Gianluca Mager     | Orlando Luz Juan Carlos Prado Román Andrés Burruchaga Daniel Cukierman     |
| 8 de abril  | Busan Open Busan, Corea del Sur Dura – Challenger 125 – 32S/24Q/16D Cuadro Individuales – Cuadro Dobles                                                   | Yasutaka Uchiyama 7–6(7–4), 6–3                                   | Seong-chan Hong                             | James Duckworth Soon-woo Kwon           | Illya Marchenko Paul Jubb Lloyd Harris Coleman Wong                        |
| 8 de abril  | Busan Open Busan, Corea del Sur Dura – Challenger 125 – 32S/24Q/16D Cuadro Individuales – Cuadro Dobles                                                   | Ray Ho Ji-sung Nam 6–2, 6–4                                       | Yun-seong Chung Yu-hsiou Hsu                | James Duckworth Soon-woo Kwon           | Illya Marchenko Paul Jubb Lloyd Harris Coleman Wong                        |
| 8 de abril  | Open Comunidad de Madrid Madrid, España Tierra batida – Challenger 100 – 32S/24Q/16D Cuadro Individuales – Cuadro Dobles                                  | Stefano Napolitano 6–3, 6–3                                       | Leandro Riedi                               | Jurij Rodionov Mikhail Kukushkin        | Benjamin Hassan João Fonseca Marc-Andrea Hüsler Albert Ramos               |
| 8 de abril  | Open Comunidad de Madrid Madrid, España Tierra batida – Challenger 100 – 32S/24Q/16D Cuadro Individuales – Cuadro Dobles                                  | Harri Heliövaara Henry Patten 7–5, 7–6(7–1)                       | Guido Andreozzi Miguel Ángel Reyes-Varela   | Jurij Rodionov Mikhail Kukushkin        | Benjamin Hassan João Fonseca Marc-Andrea Hüsler Albert Ramos               |
| 8 de abril  | Morelos Open Cuernavaca, México Dura – Challenger 75 – 32S/24Q/16D Cuadro Individuales – Cuadro Dobles                                                    | Giovanni Mpetshi Perricard 7–5, 7–5                               | Nicolás Mejía                               | Maxime Cressy Adam Walton               | Alexis Galarneau Vasek Pospisil Beibit Zhukayev Maxime Janvier             |
| 8 de abril  | Morelos Open Cuernavaca, México Dura – Challenger 75 – 32S/24Q/16D Cuadro Individuales – Cuadro Dobles                                                    | Arjun Kadhe Jeevan Nedunchezhiyan 7–6(7–5), 6–4                   | Piotr Matuszewski Matthew Romios            | Maxime Cressy Adam Walton               | Alexis Galarneau Vasek Pospisil Beibit Zhukayev Maxime Janvier             |
| 8 de abril  | Sarasota Open Sarasota, Estados Unidos Tierra batida (verde) – Challenger 75 – 32S/24Q/16D Cuadro Individuales – Cuadro Dobles                            | Thanasi Kokkinakis 6–3, 1–6, 6–0                                  | Zizou Bergs                                 | Tennys Sandgren Marc Polmans            | Stefan Kozlov Mitchell Krueger Gabriel Diallo Calvin Hemery                |
| 8 de abril  | Sarasota Open Sarasota, Estados Unidos Tierra batida (verde) – Challenger 75 – 32S/24Q/16D Cuadro Individuales – Cuadro Dobles                            | Tristan Boyer Oliver Crawford 6–4, 6–2                            | Ethan Quinn Tennys Sandgren                 | Tennys Sandgren Marc Polmans            | Stefan Kozlov Mitchell Krueger Gabriel Diallo Calvin Hemery                |
| 8 de abril  | Split Open Split, Croacia Tierra batida – Challenger 75 – 32S/24Q/16D Cuadro Individuales – Cuadro Dobles                                                 | Jozef Kovalík 6–4, 5–7, 7–5                                       | Zsombor Piros                               | Matej Dodig Benjamin Bonzi              | Filip Misolic Elmer Møller Stefano Travaglia Henri Squire                  |
| 8 de abril  | Split Open Split, Croacia Tierra batida – Challenger 75 – 32S/24Q/16D Cuadro Individuales – Cuadro Dobles                                                 | Jonathan Eysseric Bart Stevens 0–6, 6–4, [10–8]                   | Filip Bergevi Mick Veldheer                 | Matej Dodig Benjamin Bonzi              | Filip Misolic Elmer Møller Stefano Travaglia Henri Squire                  |
| 15 de abril | GNP Seguros Tennis Open Acapulco, México Dura – Challenger 125 – 32S/24Q/16D Cuadro Individuales – Cuadro Dobles                                          | Giovanni Mpetshi Perricard 6–3, 6–3                               | Adam Walton                                 | Alexis Galarneau Zachary Svajda         | Rinky Hijikata Tristan Schoolkate Maxime Cressy Rodrigo Pacheco Méndez     |
| 15 de abril | GNP Seguros Tennis Open Acapulco, México Dura – Challenger 125 – 32S/24Q/16D Cuadro Individuales – Cuadro Dobles                                          | Rithvik Choudary Bollipalli Niki Kaliyanda Poonacha 7–6(7–4), 7–5 | Luke Johnson Skander Mansouri               | Alexis Galarneau Zachary Svajda         | Rinky Hijikata Tristan Schoolkate Maxime Cressy Rodrigo Pacheco Méndez     |
| 15 de abril | Open de Oeiras Oeiras, Portugal Tierra batida – Challenger 125 – 32S/24Q/16D Cuadro Individuales – Cuadro Dobles                                          | Francisco Comesaña 6–4, 3–6, 7–5                                  | Ugo Blanchet                                | Valentin Royer Jaime Faria              | Stefano Napolitano Dennis Novak Samuel Vincent Ruggeri Vilius Gaubas       |
| 15 de abril | Open de Oeiras Oeiras, Portugal Tierra batida – Challenger 125 – 32S/24Q/16D Cuadro Individuales – Cuadro Dobles                                          | Filip Bergevi Mick Veldheer 6–1, 6–4                              | Sergio Martos Gornés Petros Tsitsipas       | Valentin Royer Jaime Faria              | Stefano Napolitano Dennis Novak Samuel Vincent Ruggeri Vilius Gaubas       |
| 15 de abril | Gwangju Open Gwangju, Corea del Sur Dura – Challenger 75 – 32S/24Q/16D Cuadro Individuales – Cuadro Dobles                                                | Lloyd Harris 6–2, 3–6, 6–4                                        | Bu Yunchaokete                              | Ričardas Berankis Tung-lin Wu           | Yu-hsiou Hsu Mark Lajal Sho Shimabukuro Alibek Kachmazov                   |
| 15 de abril | Gwangju Open Gwangju, Corea del Sur Dura – Challenger 75 – 32S/24Q/16D Cuadro Individuales – Cuadro Dobles                                                | Jea-moon Lee Min-kyu Song 1–6, 6–1, [10–3]                        | Jie Cui Duck-hee Lee                        | Ričardas Berankis Tung-lin Wu           | Yu-hsiou Hsu Mark Lajal Sho Shimabukuro Alibek Kachmazov                   |
| 15 de abril | Tallahassee Tennis Challenger Tallahassee, Estados Unidos Tierra batida – Challenger 75 – 32S/24Q/16D Cuadro Individuales – Cuadro Dobles                 | Zizou Bergs 6–4, 7–6(11–9)                                        | Mitchell Krueger                            | Stefan Kozlov Calvin Hemery             | Joel Schwärzler Oliver Crawford Alexander Ritschard Gerald Melzer          |
| 15 de abril | Tallahassee Tennis Challenger Tallahassee, Estados Unidos Tierra batida – Challenger 75 – 32S/24Q/16D Cuadro Individuales – Cuadro Dobles                 | Simon Freund Johannes Ingildsen 7–5, 7–6(7–4)                     | William Blumberg Luis David Martínez        | Stefan Kozlov Calvin Hemery             | Joel Schwärzler Oliver Crawford Alexander Ritschard Gerald Melzer          |
| 15 de abril | AAT Challenger Santander Edicion Tucumán San Miguel de Tucumán, Argentina Tierra batida – Challenger 50 – 32S/24Q/16D Cuadro Individuales – Cuadro Dobles | Andrea Collarini 6–4, 7–6(7–3)                                    | Hernán Casanova                             | Lautaro Midón Valerio Aboian            | Franco Roncadelli Gonzalo Villanueva Ergi Kırkın Renzo Olivo               |
| 15 de abril | AAT Challenger Santander Edicion Tucumán San Miguel de Tucumán, Argentina Tierra batida – Challenger 50 – 32S/24Q/16D Cuadro Individuales – Cuadro Dobles | Luís Britto Gonzalo Villanueva 6–3, 6–2                           | Patrick Harper David Stevenson              | Lautaro Midón Valerio Aboian            | Franco Roncadelli Gonzalo Villanueva Ergi Kırkın Renzo Olivo               |
| 22 de abril | Ostra Group Open Ostrava, República Checa Tierra batida – Challenger 75 – 32S/24Q/16D Cuadro Individuales – Cuadro Dobles                                 | Damir Džumhur 6–2, 4–6, 7–5                                       | Henri Squire                                | Manuel Guinard Timofey Skatov           | Enrico Dalla Valle Jaime Faria Zdeněk Kolář Dennis Novak                   |
| 22 de abril | Ostra Group Open Ostrava, República Checa Tierra batida – Challenger 75 – 32S/24Q/16D Cuadro Individuales – Cuadro Dobles                                 | Jaime Faria Henrique Rocha 7–5, 6–3                               | Jakob Schnaitter Mark Wallner               | Manuel Guinard Timofey Skatov           | Enrico Dalla Valle Jaime Faria Zdeněk Kolář Dennis Novak                   |
| 22 de abril | Garden Open Roma, Italia Tierra batida – Challenger 75 – 32S/24Q/16D Cuadro Individuales – Cuadro Dobles                                                  | Alejandro Moro Cañas 7–5, 6–3                                     | Vilius Gaubas                               | Stefano Travaglia Hugo Dellien          | Jesper de Jong Francesco Maestrelli Billy Harris Nicolas Moreno de Alboran |
| 22 de abril | Garden Open Roma, Italia Tierra batida – Challenger 75 – 32S/24Q/16D Cuadro Individuales – Cuadro Dobles                                                  | Luke Johnson Skander Mansouri 6–2, 6–4                            | Lorenzo Rottoli Samuel Vincent Ruggeri      | Stefano Travaglia Hugo Dellien          | Jesper de Jong Francesco Maestrelli Billy Harris Nicolas Moreno de Alboran |
| 22 de abril | Savannah Challenger Savannah, Estados Unidos Tierra batida (verde) – Challenger 75 – 32S/24Q/16D Cuadro Individuales – Cuadro Dobles                      | Alexander Ritschard 6–2, 6–4                                      | Andrés Andrade                              | Dmitry Popko Maxime Janvier             | Calvin Hemery Gijs Brouwer Tristan Boyer Federico Agustín Gómez            |
| 22 de abril | Savannah Challenger Savannah, Estados Unidos Tierra batida (verde) – Challenger 75 – 32S/24Q/16D Cuadro Individuales – Cuadro Dobles                      | Christian Harrison Marcus Willis 6–3, 6–3                         | Simon Freund Johannes Ingildsen             | Dmitry Popko Maxime Janvier             | Calvin Hemery Gijs Brouwer Tristan Boyer Federico Agustín Gómez            |
| 22 de abril | Shenzhen Luohu Challenger Shenzhen, China Dura – Challenger 75 – 32S/24Q/16D Cuadro Individuales – Cuadro Dobles                                          | Lloyd Harris 6–3, 6–3                                             | James Duckworth                             | Rémy Bertola Mark Lajal                 | Mattia Bellucci Tristan Schoolkate Alibek Kachmazov Denis Yevseyev         |
| 22 de abril | Shenzhen Luohu Challenger Shenzhen, China Dura – Challenger 75 – 32S/24Q/16D Cuadro Individuales – Cuadro Dobles                                          | Yuta Shimizu James Trotter 7–6(7–5), 7–6(7–4)                     | Wang Aoran Zhou Yi                          | Rémy Bertola Mark Lajal                 | Mattia Bellucci Tristan Schoolkate Alibek Kachmazov Denis Yevseyev         |
| 22 de abril | Challenger de Concepción Concepción, Chile Tierra batida – Challenger 50 – 32S/24Q/16D Cuadro Individuales – Cuadro Dobles                                | Gonzalo Bueno 6–4, 6–0                                            | Juan Pablo Ficovich                         | José Pereira Stefanos Sakellaridis      | Genaro Alberto Olivieri Álvaro Guillén Meza Facundo Mena Juan Carlos Prado |
| 22 de abril | Challenger de Concepción Concepción, Chile Tierra batida – Challenger 50 – 32S/24Q/16D Cuadro Individuales – Cuadro Dobles                                | Seita Watanabe Takeru Yuzuki 6–4, 7–6(8–6)                        | Patrick Harper David Stevenson              | José Pereira Stefanos Sakellaridis      | Genaro Alberto Olivieri Álvaro Guillén Meza Facundo Mena Juan Carlos Prado |
| 29 de abril | Open Aix Provence Aix-en-Provence, Francia Tierra batida – Challenger 175 – 28S/16Q/16D Cuadro Individuales – Cuadro Dobles                               | Alejandro Tabilo 6–3, 6–2                                         | Jaume Munar                                 | Valentin Vacherot Roman Safiullin       | Richard Gasquet Facundo Bagnis Brandon Nakashima Tomás Martín Etcheverry   |
| 29 de abril | Open Aix Provence Aix-en-Provence, Francia Tierra batida – Challenger 175 – 28S/16Q/16D Cuadro Individuales – Cuadro Dobles                               | Luke Johnson Skander Mansouri 6–3, 6–3                            | Diego Hidalgo Cristian Rodríguez            | Valentin Vacherot Roman Safiullin       | Richard Gasquet Facundo Bagnis Brandon Nakashima Tomás Martín Etcheverry   |
| 29 de abril | Sardegna Open Cagliari, Italia Tierra batida – Challenger 175 – 28S/16Q/16D Cuadro Individuales – Cuadro Dobles                                           | Mariano Navone 7–5, 6–1                                           | Lorenzo Musetti                             | Luciano Darderi Daniel Elahi Galán      | Federico Coria Emilio Nava Márton Fucsovics Nuno Borges                    |
| 29 de abril | Sardegna Open Cagliari, Italia Tierra batida – Challenger 175 – 28S/16Q/16D Cuadro Individuales – Cuadro Dobles                                           | Sriram Balaji Andre Begemann 6–4, 6–7(3–7), [10–6]                | Boris Arias Federico Zeballos               | Luciano Darderi Daniel Elahi Galán      | Federico Coria Emilio Nava Márton Fucsovics Nuno Borges                    |
| 29 de abril | Guangzhou International Challenger Guangzhou, China Dura – Challenger 75 – 32S/24Q/16D Cuadro Individuales – Cuadro Dobles                                | Tristan Schoolkate 6–3, 3–6, 6–3                                  | Adam Walton                                 | Maxime Cressy Bu Yunchaokete            | Hsu Yu-hsiou Yuta Shimizu Beibit Zhukayev James Duckworth                  |
| 29 de abril | Guangzhou International Challenger Guangzhou, China Dura – Challenger 75 – 32S/24Q/16D Cuadro Individuales – Cuadro Dobles                                | Blake Ellis Tristan Schoolkate 6–2, 7–6(7–4), [10–4]              | Nam Ji-sung Patrik Niklas-Salminen          | Maxime Cressy Bu Yunchaokete            | Hsu Yu-hsiou Yuta Shimizu Beibit Zhukayev James Duckworth                  |
| 29 de abril | Brasil Tennis Open Porto Alegre, Brasil Tierra batida – Challenger 50 – 32S/24Q/16D Cuadro Individuales – Cuadro Dobles                                   | Ergi Kırkın 6–3, 7–5                                              | Daniel Dutra da Silva                       | Facundo Mena Gonzalo Bueno              | Karue Sell Guido Iván Justo Juan Carlos Prado Juan Bautista Torres         |
| 29 de abril | Brasil Tennis Open Porto Alegre, Brasil Tierra batida – Challenger 50 – 32S/24Q/16D Cuadro Individuales – Cuadro Dobles                                   | Roberto Cid Subervi Kaichi Uchida 5–7, 7–6(7–1), [10–6]           | Patrick Harper David Stevenson              | Facundo Mena Gonzalo Bueno              | Karue Sell Guido Iván Justo Juan Carlos Prado Juan Bautista Torres         |

### Torneos en mayo
| Semana de  | Torneo | Campeones                                             | Finalista                                     | Semifinales                                     | Cuartos de final                                                            |
| ---------- | --- | ----------------------------------------------------- | --------------------------------------------- | ----------------------------------------------- | --------------------------------------------------------------------------- |
| 6 de mayo  | Upper Austria Open Mauthausen, Austria Tierra batida – Challenger 100 – 32S/24Q/16D Cuadro Individuales – Cuadro Dobles                        | Lucas Pouille 6–3, 6–3                                | Jozef Kovalík                                 | Francisco Comesaña Dimitar Kuzmanov             | Filip Misolic Max Hans Rehberg Joel Schwärzler Gerald Melzer                |
| 6 de mayo  | Upper Austria Open Mauthausen, Austria Tierra batida – Challenger 100 – 32S/24Q/16D Cuadro Individuales – Cuadro Dobles                        | Constantin Frantzen Hendrik Jebens 6–4, 6–4           | Ryan Seggerman Patrik Trhac                   | Francisco Comesaña Dimitar Kuzmanov             | Filip Misolic Max Hans Rehberg Joel Schwärzler Gerald Melzer                |
| 6 de mayo  | Internazionali di Tennis d'Abruzzo Francavilla al Mare, Italia Tierra batida – Challenger 75 – 32S/24Q/16D Cuadro Individuales – Cuadro Dobles | Titouan Droguet 6–3, 7–6(7–4)                         | Jacopo Berrettini                             | Franco Agamenone Nick Hardt                     | Gabriele Piraino Ryan Nijboer Andrea Pellegrino Elmer Møller                |
| 6 de mayo  | Internazionali di Tennis d'Abruzzo Francavilla al Mare, Italia Tierra batida – Challenger 75 – 32S/24Q/16D Cuadro Individuales – Cuadro Dobles | Théo Arribagé Victor Vlad Cornea 7–6(7–1), 7–6(9–7)   | Sander Arends Matwé Middelkoop                | Franco Agamenone Nick Hardt                     | Gabriele Piraino Ryan Nijboer Andrea Pellegrino Elmer Møller                |
| 6 de mayo  | Advantage Cars Prague Open Praga, República Checa Tierra batida – Challenger 75 – 32S/24Q/16D Cuadro Individuales – Cuadro Dobles              | Jiří Veselý 6–2, 3–6, 7–6(7–3)                        | Gauthier Onclin                               | Toby Kodat Alex Molčan                          | Henrique Rocha Giovanni Fonio Rudolf Molleker Javier Barranco Cosano        |
| 6 de mayo  | Advantage Cars Prague Open Praga, República Checa Tierra batida – Challenger 75 – 32S/24Q/16D Cuadro Individuales – Cuadro Dobles              | Jakob Schnaitter Mark Wallner 6–3, 6–1                | Jiří Barnat Jan Hrazdil                       | Toby Kodat Alex Molčan                          | Henrique Rocha Giovanni Fonio Rudolf Molleker Javier Barranco Cosano        |
| 6 de mayo  | Wuxi Open Wuxi, China Dura – Challenger 75 – 32S/24Q/16D Cuadro Individuales – Cuadro Dobles                                                   | Bu Yunchaokete 6–4, 6–1                               | Egor Gerasimov                                | Alibek Kachmazov Philip Sekulic                 | Cui Jie Adam Walton Wu Tung-lin Rémy Bertola                                |
| 6 de mayo  | Wuxi Open Wuxi, China Dura – Challenger 75 – 32S/24Q/16D Cuadro Individuales – Cuadro Dobles                                                   | Calum Puttergill Reese Stalder 7–6(10–8), 7–6(7–4)    | Toshihide Matsui Kaito Uesugi                 | Alibek Kachmazov Philip Sekulic                 | Cui Jie Adam Walton Wu Tung-lin Rémy Bertola                                |
| 6 de mayo  | Santos Brasil Tennis Cup Santos, Brasil Tierra batida – Challenger 50 – 32S/24Q/16D Cuadro Individuales – Cuadro Dobles                        | Alejo Lorenzo Lingua 4–6, 6–4, 6–3                    | Hady Habib                                    | Juan Bautista Torres Santiago Rodríguez Taverna | Hernán Casanova Bruno Kuzuhara Daniel Vallejo Gonzalo Villanueva            |
| 6 de mayo  | Santos Brasil Tennis Cup Santos, Brasil Tierra batida – Challenger 50 – 32S/24Q/16D Cuadro Individuales – Cuadro Dobles                        | Roy Stepanov Andrés Urrea walkover                    | Hady Habib Trey Hilderbrand                   | Juan Bautista Torres Santiago Rodríguez Taverna | Hernán Casanova Bruno Kuzuhara Daniel Vallejo Gonzalo Villanueva            |
| 13 de mayo | BNP Paribas Primrose Bordeaux Burdeos, Francia Tierra batida – Challenger 175 – 28S/16Q/16D Cuadro Individuales – Cuadro Dobles                | Arthur Fils 6–2, 6–3                                  | Pedro Martínez                                | Grégoire Barrère Shang Juncheng                 | Thanasi Kokkinakis Giovanni Mpetshi Perricard Daniel Evans Roberto Bautista |
| 13 de mayo | BNP Paribas Primrose Bordeaux Burdeos, Francia Tierra batida – Challenger 175 – 28S/16Q/16D Cuadro Individuales – Cuadro Dobles                | Julian Cash Robert Galloway 6–3, 7–6(7–2)             | Quentin Halys Nicolas Mahut                   | Grégoire Barrère Shang Juncheng                 | Thanasi Kokkinakis Giovanni Mpetshi Perricard Daniel Evans Roberto Bautista |
| 13 de mayo | Piemonte Open Turín, Italia Tierra batida – Challenger 175 – 28S/16Q/16D Cuadro Individuales – Cuadro Dobles                                   | Francesco Passaro 6–3, 7–5                            | Lorenzo Musetti                               | Lorenzo Sonego Luciano Darderi                  | Felipe Meligeni Alves Matteo Arnaldi Jeffrey John Wolf Brandon Nakashima    |
| 13 de mayo | Piemonte Open Turín, Italia Tierra batida – Challenger 175 – 28S/16Q/16D Cuadro Individuales – Cuadro Dobles                                   | Harri Heliövaara Henry Patten 6–3, 6–3                | Andreas Mies Neal Skupski                     | Lorenzo Sonego Luciano Darderi                  | Felipe Meligeni Alves Matteo Arnaldi Jeffrey John Wolf Brandon Nakashima    |
| 13 de mayo | Open de Oeiras II Oeiras, Portugal Tierra batida – Challenger 75 – 32S/24Q/16D Cuadro Individuales – Cuadro Dobles                             | Jaime Faria 3–6, 7–6(7–3), 6–4                        | Elias Ymer                                    | Román Andrés Burruchaga Denis Yevseyev          | Dennis Novak Joris De Loore Beibit Zhukayev Jan Choinski                    |
| 13 de mayo | Open de Oeiras II Oeiras, Portugal Tierra batida – Challenger 75 – 32S/24Q/16D Cuadro Individuales – Cuadro Dobles                             | Anirudh Chandrasekar Arjun Kadhe 7–5, 6–4             | Simon Freund Johannes Ingildsen               | Román Andrés Burruchaga Denis Yevseyev          | Dennis Novak Joris De Loore Beibit Zhukayev Jan Choinski                    |
| 13 de mayo | Santaizi ATP Challenger Taipéi, Taiwán Dura – Challenger 75 – 32S/24Q/16D Cuadro Individuales – Cuadro Dobles                                  | Adam Walton 3–6, 6–2, 7–6(7–3)                        | Illya Marchenko                               | Hsu Yu-hsiou James Duckworth                    | Max Purcell Hong Seong-chan Ričardas Berankis Arthur Fery                   |
| 13 de mayo | Santaizi ATP Challenger Taipéi, Taiwán Dura – Challenger 75 – 32S/24Q/16D Cuadro Individuales – Cuadro Dobles                                  | Ray Ho Ji Sung Nam 6–2, 6–2                           | Toshihide Matsui Kaito Uesugi                 | Hsu Yu-hsiou James Duckworth                    | Max Purcell Hong Seong-chan Ričardas Berankis Arthur Fery                   |
| 13 de mayo | Tunis Open Tunis, Túnez Tierra batida – Challenger 75 – 32S/24Q/16D Cuadro Individuales – Cuadro Dobles                                        | Oriol Roca Batalla 7–6(7–5), 7–5                      | Valentin Royer                                | Valentin Vacherot Damir Džumhur                 | Timofey Skatov Genaro Alberto Olivieri Murkel Dellien Clément Tabur         |
| 13 de mayo | Tunis Open Tunis, Túnez Tierra batida – Challenger 75 – 32S/24Q/16D Cuadro Individuales – Cuadro Dobles                                        | Federico Agustín Gómez Marcus Willis 4–6, 6–1, [10–6] | Patrik Rikl Michael Vrbenský                  | Valentin Vacherot Damir Džumhur                 | Timofey Skatov Genaro Alberto Olivieri Murkel Dellien Clément Tabur         |
| 20 de mayo | Macedonian Open Skopje, Macedonia Tierra batida – Challenger 75 – 32S/24Q/16D Cuadro Individuales – Cuadro Dobles                              | Joel Schwärzler 6–3, 6–3                              | Kamil Majchrzak                               | Ryan Seggerman Gerard Campana Lee               | Alexander Weis Neil Oberleitner Marco Cecchinato Andrew Paulson             |
| 20 de mayo | Macedonian Open Skopje, Macedonia Tierra batida – Challenger 75 – 32S/24Q/16D Cuadro Individuales – Cuadro Dobles                              | Ryan Seggerman Patrik Trhac 6–3, 7–6(7–4)             | Andrew Paulson Patrik Rikl                    | Ryan Seggerman Gerard Campana Lee               | Alexander Weis Neil Oberleitner Marco Cecchinato Andrew Paulson             |
| 20 de mayo | Schwaben Open Augsburgo, Alemania Tierra batida – Challenger 50 – 32S/24Q/16D Cuadro Individuales – Cuadro Dobles                              | Timofey Skatov 3–6, 7–5, 6–3                          | Elmer Møller                                  | Daniel Masur Riccardo Bonadio                   | Toby Kodat Lucas Gerch Carlos Taberner Federico Agustín Gómez               |
| 20 de mayo | Schwaben Open Augsburgo, Alemania Tierra batida – Challenger 50 – 32S/24Q/16D Cuadro Individuales – Cuadro Dobles                              | Jakob Schnaitter Mark Wallner 3–6, 6–2, [10–8]        | David Pichler Michael Vrbenský                | Daniel Masur Riccardo Bonadio                   | Toby Kodat Lucas Gerch Carlos Taberner Federico Agustín Gómez               |
| 20 de mayo | Kachreti Challenger Kachreti, Georgia Dura – Challenger 50 – 32S/24Q/16D Cuadro Individuales – Cuadro Dobles                                   | Robin Bertrand 6–1, 3–6, 7–5                          | Aleksandre Bakshi                             | Philip Sekulic Paul Jubb                        | Ramkumar Ramanathan Blake Mott Egor Gerasimov Daniil Glinka                 |
| 20 de mayo | Kachreti Challenger Kachreti, Georgia Dura – Challenger 50 – 32S/24Q/16D Cuadro Individuales – Cuadro Dobles                                   | Charles Broom Ben Jones 3–6, 6–1, [10–8]              | Evgeny Karlovskiy Evgenii Tiurnev             | Philip Sekulic Paul Jubb                        | Ramkumar Ramanathan Blake Mott Egor Gerasimov Daniil Glinka                 |
| 27 de mayo | Little Rock Challenger Little Rock, Estados Unidos Dura – Challenger 75 – 32S/24Q/16D Cuadro Individuales – Cuadro Dobles                      | Mitchell Krueger 6–3, 6–4                             | Yuta Shimizu                                  | Abdullah Shelbayh Nishesh Basavareddy           | Alexis Galarneau Brandon Holt Trevor Svajda Rudy Quan                       |
| 27 de mayo | Little Rock Challenger Little Rock, Estados Unidos Dura – Challenger 75 – 32S/24Q/16D Cuadro Individuales – Cuadro Dobles                      | Liam Draxl Benjamin Sigouin 6–4, 3–6, [10–7]          | Rithvik Choudary Bollipalli Hans Hach Verdugo | Abdullah Shelbayh Nishesh Basavareddy           | Alexis Galarneau Brandon Holt Trevor Svajda Rudy Quan                       |
| 27 de mayo | Internazionali di Tennis Città di Vicenza Vicenza, Italia Tierra batida – Challenger 75 – 32S/24Q/16D Cuadro Individuales – Cuadro Dobles      | Tseng Chun-hsin 6–3, 6–2                              | Marco Trungelliti                             | Francesco Passaro Nerman Fatić                  | Dmitry Popko Murkel Dellien Tomás Barrios Adrian Andreev                    |
| 27 de mayo | Internazionali di Tennis Città di Vicenza Vicenza, Italia Tierra batida – Challenger 75 – 32S/24Q/16D Cuadro Individuales – Cuadro Dobles      | Vladyslav Manafov Patrik Niklas-Salminen 6–3, 6–4     | Andre Begemann Niki Kaliyanda Poonacha        | Francesco Passaro Nerman Fatić                  | Dmitry Popko Murkel Dellien Tomás Barrios Adrian Andreev                    |

### Torneos en junio
| Semana de   | Torneo | Campeones                                                 | Finalista                           | Semifinales                               | Cuartos de final                                                           |
| ----------- | --- | --------------------------------------------------------- | ----------------------------------- | ----------------------------------------- | -------------------------------------------------------------------------- |
| 3 de junio  | Surbiton Trophy Surbiton, Reino Unido Césped – Challenger 125 – 32S/24Q/16D Cuadro Individuales – Cuadro Dobles                               | Lloyd Harris 7–6(10–8), 7–5                               | Leandro Riedi                       | Billy Harris Brandon Nakashima            | Mikhail Kukushkin Beibit Zhukayev Shintaro Mochizuki Zachary Svajda        |
| 3 de junio  | Surbiton Trophy Surbiton, Reino Unido Césped – Challenger 125 – 32S/24Q/16D Cuadro Individuales – Cuadro Dobles                               | Julian Cash Robert Galloway 6–4, 6–4                      | Nicolás Barrientos Diego Hidalgo    | Billy Harris Brandon Nakashima            | Mikhail Kukushkin Beibit Zhukayev Shintaro Mochizuki Zachary Svajda        |
| 3 de junio  | Heilbronner Neckarcup Heilbronn, Alemania Tierra batida – Challenger 100 – 32S/24Q/16D Cuadro Individuales – Cuadro Dobles                    | Sumit Nagal 6–1, 6–7(5–7), 6–3                            | Alexander Ritschard                 | Luca Van Assche Jan Choinski              | Maks Kaśnikowski Ivan Gakhov Henri Squire Alejandro Moro Cañas             |
| 3 de junio  | Heilbronner Neckarcup Heilbronn, Alemania Tierra batida – Challenger 100 – 32S/24Q/16D Cuadro Individuales – Cuadro Dobles                    | Romain Arneodo Geoffrey Blancaneaux 7–6(7–5), 5–7, [10–3] | Jakob Schnaitter Mark Wallner       | Luca Van Assche Jan Choinski              | Maks Kaśnikowski Ivan Gakhov Henri Squire Alejandro Moro Cañas             |
| 3 de junio  | UniCredit Czech Open Prostějov, República Checa Tierra batida – Challenger 100 – 32S/24Q/16D Cuadro Individuales – Cuadro Dobles              | Jérôme Kym 6–2, 3–6, 6–2                                  | Tseng Chun-hsin                     | Laslo Djere Pedro Cachín                  | Lukas Neumayer Michael Vrbenský Radu Albot Kyrian Jacquet                  |
| 3 de junio  | UniCredit Czech Open Prostějov, República Checa Tierra batida – Challenger 100 – 32S/24Q/16D Cuadro Individuales – Cuadro Dobles              | Ivan Liutarevich Sergio Martos Gornés 6–1, 6–4            | Matwé Middelkoop Philipp Oswald     | Laslo Djere Pedro Cachín                  | Lukas Neumayer Michael Vrbenský Radu Albot Kyrian Jacquet                  |
| 3 de junio  | Tyler Tennis Championships Tyler, Estados Unidos Dura – Challenger 75 – 32S/24Q/16D Cuadro Individuales – Cuadro Dobles                       | James Trotter 6–2, 7–6(7–3)                               | Brandon Holt                        | Liam Draxl Coleman Wong                   | Alexis Galarneau Hong Seong-chan Abdullah Shelbayh Ethan Quinn             |
| 3 de junio  | Tyler Tennis Championships Tyler, Estados Unidos Dura – Challenger 75 – 32S/24Q/16D Cuadro Individuales – Cuadro Dobles                       | Hans Hach Verdugo James Trotter 7–6(7–3), 6–4             | Andrés Andrade Abdullah Shelbayh    | Liam Draxl Coleman Wong                   | Alexis Galarneau Hong Seong-chan Abdullah Shelbayh Ethan Quinn             |
| 3 de junio  | Zagreb Open Zagreb, Croacia Tierra batida – Challenger 75 – 32S/24Q/16D Cuadro Individuales – Cuadro Dobles                                   | Damir Džumhur 7–5, 6–0                                    | Luka Mikrut                         | Oriol Roca Batalla Matej Dodig            | Nick Hardt Enrico Dalla Valle Dmitry Popko Rodrigo Pacheco Méndez          |
| 3 de junio  | Zagreb Open Zagreb, Croacia Tierra batida – Challenger 75 – 32S/24Q/16D Cuadro Individuales – Cuadro Dobles                                   | Jonathan Eysseric Quentin Halys 6–4, 6–4                  | Alexandru Jecan Henrique Rocha      | Oriol Roca Batalla Matej Dodig            | Nick Hardt Enrico Dalla Valle Dmitry Popko Rodrigo Pacheco Méndez          |
| 3 de junio  | AAT Challenger Santander Edicion Santa Fe Santa Fe, Argentina Tierra batida – Challenger 50 – 32S/24Q/16D Cuadro Individuales – Cuadro Dobles | Andrea Collarini 6–2, 6–3                                 | Facundo Mena                        | Gonzalo Villanueva Ulises Blanch          | Matheus Pucinelli de Almeida Tomás Farjat Trey Hilderbrand Lautaro Midón   |
| 3 de junio  | AAT Challenger Santander Edicion Santa Fe Santa Fe, Argentina Tierra batida – Challenger 50 – 32S/24Q/16D Cuadro Individuales – Cuadro Dobles | Hady Habib Trey Hilderbrand 6–7(5–7), 6–2, [10–4]         | Ignacio Carou Facundo Mena          | Gonzalo Villanueva Ulises Blanch          | Matheus Pucinelli de Almeida Tomás Farjat Trey Hilderbrand Lautaro Midón   |
| 10 de junio | Nottingham Open Nottingham, Reino Unido Césped – Challenger 125 – 32S/24Q/16D Cuadro Individuales – Cuadro Dobles                             | Jacob Fearnley 4–6, 6–4, 6–3                              | Charles Broom                       | Mattia Bellucci Billy Harris              | Jack Pinnington Jones Shang Juncheng Mikhail Kukushkin Dan Evans           |
| 10 de junio | Nottingham Open Nottingham, Reino Unido Césped – Challenger 125 – 32S/24Q/16D Cuadro Individuales – Cuadro Dobles                             | John Peers Marcus Willis 6–1, 6–7(1–7), [10–7]            | Harold Mayot Luke Saville           | Mattia Bellucci Billy Harris              | Jack Pinnington Jones Shang Juncheng Mikhail Kukushkin Dan Evans           |
| 10 de junio | Internazionali di Tennis Città di Perúgia Perugia, Italia Tierra batida – Challenger 125 – 32S/24Q/16D Cuadro Individuales – Cuadro Dobles    | Luciano Darderi 6–1, 6–2                                  | Sumit Nagal                         | Daniel Altmaier Bernabé Zapata            | Fabio Fognini Francesco Passaro Maks Kaśnikowski Laslo Djere               |
| 10 de junio | Internazionali di Tennis Città di Perúgia Perugia, Italia Tierra batida – Challenger 125 – 32S/24Q/16D Cuadro Individuales – Cuadro Dobles    | Guido Andreozzi Miguel Ángel Reyes-Varela 6–4, 7–5        | Sriram Balaji Andre Begemann        | Daniel Altmaier Bernabé Zapata            | Fabio Fognini Francesco Passaro Maks Kaśnikowski Laslo Djere               |
| 10 de junio | Bratislava Open Bratislava, Eslovaquia Tierra batida – Challenger 100 – 32S/24Q/16D Cuadro Individuales – Cuadro Dobles                       | Kamil Majchrzak 6–0, 2–6, 6–3                             | Henrique Rocha                      | Jérôme Kym Jozef Kovalík                  | Pedro Cachín Dmitry Popko Martín Landaluce Norbert Gombos                  |
| 10 de junio | Bratislava Open Bratislava, Eslovaquia Tierra batida – Challenger 100 – 32S/24Q/16D Cuadro Individuales – Cuadro Dobles                       | Jakob Schnaitter Mark Wallner 6–4, 6–4                    | Miloš Karol Tomáš Láník             | Jérôme Kym Jozef Kovalík                  | Pedro Cachín Dmitry Popko Martín Landaluce Norbert Gombos                  |
| 10 de junio | Open Sopra Steria de Lyon Lyon, Francia Tierra batida – Challenger 100 – 32S/24Q/16D Cuadro Individuales – Cuadro Dobles                      | Hugo Gaston 6–2, 1–6, 6–1                                 | Alexandre Müller                    | Kyrian Jacquet Raphaël Collignon          | Nikoloz Basilashvili Quentin Halys Luca Van Assche Filip Cristian Jianu    |
| 10 de junio | Open Sopra Steria de Lyon Lyon, Francia Tierra batida – Challenger 100 – 32S/24Q/16D Cuadro Individuales – Cuadro Dobles                      | Manuel Guinard Grégoire Jacq 4–6, 6–3, [10–6]             | Markos Kalovelonis Vladyslav Orlov  | Kyrian Jacquet Raphaël Collignon          | Nikoloz Basilashvili Quentin Halys Luca Van Assche Filip Cristian Jianu    |
| 10 de junio | Lima Challenger Lima, Perú Tierra batida – Challenger 50 – 32S/24Q/16D Cuadro Individuales – Cuadro Dobles                                    | Juan Manuel Cerúndolo 6–4, 6–3                            | Pedro Boscardin Dias                | Juan Bautista Torres Hernán Casanova      | Matheus Pucinelli de Almeida Facundo Mena Karue Sell Diego Augusto Barreto |
| 10 de junio | Lima Challenger Lima, Perú Tierra batida – Challenger 50 – 32S/24Q/16D Cuadro Individuales – Cuadro Dobles                                    | Hady Habib Trey Hilderbrand 7–5, 6–3                      | Pedro Boscardin Dias Pedro Sakamoto | Juan Bautista Torres Hernán Casanova      | Matheus Pucinelli de Almeida Facundo Mena Karue Sell Diego Augusto Barreto |
| 17 de junio | Ilkley Trophy Ilkley, Reino Unido Césped – Challenger 125 – 32S/24Q/16D Cuadro Individuales – Cuadro Dobles                                   | David Goffin 6–4, 6–2                                     | Harold Mayot                        | Zachary Svajda Benjamin Bonzi             | Lukáš Klein Térence Atmane Titouan Droguet Lloyd Harris                    |
| 17 de junio | Ilkley Trophy Ilkley, Reino Unido Césped – Challenger 125 – 32S/24Q/16D Cuadro Individuales – Cuadro Dobles                                   | Evan King Reese Stalder 6–3, 3–6, [10–6]                  | Christian Harrison Fabrice Martin   | Zachary Svajda Benjamin Bonzi             | Lukáš Klein Térence Atmane Titouan Droguet Lloyd Harris                    |
| 17 de junio | Emilia-Romagna Open Sassuolo, Italia Tierra batida – Challenger 125 – 32S/24Q/16D Cuadro Individuales – Cuadro Dobles                         | Jesper de Jong 7–6(7–5), 6–1                              | Daniel Altmaier                     | Federico Coria Martin Kližan              | Marco Cecchinato Riccardo Bonadio Tristan Boyer Alexander Weis             |
| 17 de junio | Emilia-Romagna Open Sassuolo, Italia Tierra batida – Challenger 125 – 32S/24Q/16D Cuadro Individuales – Cuadro Dobles                         | Marco Bortolotti Matthew Romios 7–6(9–7), 2–6, [11–9]     | Ryan Seggerman Patrik Trhac         | Federico Coria Martin Kližan              | Marco Cecchinato Riccardo Bonadio Tristan Boyer Alexander Weis             |
| 17 de junio | Poznań Open Poznań, Polonia Tierra batida – Challenger 75 – 32S/24Q/16D Cuadro Individuales – Cuadro Dobles                                   | Maks Kaśnikowski 3–6, 6–4, 6–3                            | Camilo Ugo Carabelli                | Kamil Majchrzak Genaro Alberto Olivieri   | Dalibor Svrčina Samuel Vincent Ruggeri Nick Hardt Gastão Elias             |
| 17 de junio | Poznań Open Poznań, Polonia Tierra batida – Challenger 75 – 32S/24Q/16D Cuadro Individuales – Cuadro Dobles                                   | Orlando Luz Marcelo Zormann 5–7, 6–2, [10–6]              | Jakob Schnaitter Mark Wallner       | Kamil Majchrzak Genaro Alberto Olivieri   | Dalibor Svrčina Samuel Vincent Ruggeri Nick Hardt Gastão Elias             |
| 17 de junio | Internationaux de Tennis de Blois Blois, Francia Tierra batida – Challenger 50 – 32S/24Q/16D Cuadro Individuales – Cuadro Dobles              | Ričardas Berankis 7–6(7–4), 7–5                           | Calvin Hemery                       | Alibek Kachmazov Jules Marie              | Corentin Denolly Ergi Kırkın Florent Bax Arthur Gea                        |
| 17 de junio | Internationaux de Tennis de Blois Blois, Francia Tierra batida – Challenger 50 – 32S/24Q/16D Cuadro Individuales – Cuadro Dobles              | Benjamin Lock Courtney John Lock 1–6, 6–3, [10–4]         | Corentin Denolly Arthur Gea         | Alibek Kachmazov Jules Marie              | Corentin Denolly Ergi Kırkın Florent Bax Arthur Gea                        |
| 17 de junio | Santa Cruz Challenger II Santa Cruz de la Sierra, Bolivia Tierra batida – Challenger 50 – 32S/24Q/16D Cuadro Individuales – Cuadro Dobles     | Juan Manuel Cerúndolo 3–6, 6–1, 6–4                       | Álvaro Guillén Meza                 | Hady Habib Facundo Mena                   | Pedro Sakamoto Juan Carlos Prado Leonardo Aboian Garrett Johns             |
| 17 de junio | Santa Cruz Challenger II Santa Cruz de la Sierra, Bolivia Tierra batida – Challenger 50 – 32S/24Q/16D Cuadro Individuales – Cuadro Dobles     | Hady Habib Trey Hilderbrand 3–6, 6–3, [10–7]              | Finn Reynolds Matías Soto           | Hady Habib Facundo Mena                   | Pedro Sakamoto Juan Carlos Prado Leonardo Aboian Garrett Johns             |
| 24 de junio | Aspria Tennis Cup Milán, Italia Tierra batida – Challenger 75 – 32S/24Q/16D Cuadro Individuales – Cuadro Dobles                               | Federico Agustín Gómez 6–3, 6–4                           | Filip Cristian Jianu                | Samuel Vincent Ruggeri Enrico Dalla Valle | Ivan Gakhov Vilius Gaubas Tseng Chun-hsin Elmer Møller                     |
| 24 de junio | Aspria Tennis Cup Milán, Italia Tierra batida – Challenger 75 – 32S/24Q/16D Cuadro Individuales – Cuadro Dobles                               | Andre Begemann Jonathan Eysseric 2–6, 6–4, [10–6]         | Petr Nouza Patrik Rikl              | Samuel Vincent Ruggeri Enrico Dalla Valle | Ivan Gakhov Vilius Gaubas Tseng Chun-hsin Elmer Møller                     |
| 24 de junio | Challenger de Ibagué Ibagué, Colombia Tierra batida – Challenger 50 – 32S/24Q/16D Cuadro Individuales – Cuadro Dobles                         | Álvaro Guillén Meza 6–0, 6–4                              | Facundo Mena                        | Matías Soto Nicolás Mejía                 | Juan Bautista Torres Hady Habib Valerio Aboian Tomás Farjat                |
| 24 de junio | Challenger de Ibagué Ibagué, Colombia Tierra batida – Challenger 50 – 32S/24Q/16D Cuadro Individuales – Cuadro Dobles                         | Finn Reynolds Matías Soto 6–4, 4–6, [10–7]                | Leonardo Aboian Valerio Aboian      | Matías Soto Nicolás Mejía                 | Juan Bautista Torres Hady Habib Valerio Aboian Tomás Farjat                |

### Torneos en julio
| Semana de   | Torneo | Campeones                                                          | Finalista                                | Semifinales                               | Cuartos de final                                                           |
| ----------- | --- | ------------------------------------------------------------------ | ---------------------------------------- | ----------------------------------------- | -------------------------------------------------------------------------- |
| 1 de julio  | Cranbrook Tennis Classic Bloomfield Hills, Estados Unidos Dura – Challenger 75 – 32S/24Q/16D Cuadro Individuales – Cuadro Dobles           | Learner Tien 4–6, 6–3, 6–4                                         | Nishesh Basavareddy                      | Stefan Kozlov Ryan Seggerman              | Jeffrey John Wolf Bernard Tomic Gijs Brouwer Philip Sekulic                |
| 1 de julio  | Cranbrook Tennis Classic Bloomfield Hills, Estados Unidos Dura – Challenger 75 – 32S/24Q/16D Cuadro Individuales – Cuadro Dobles           | Ryan Seggerman Patrik Trhac 4–6, 6–3, [10–6]                       | Ozan Baris Nishesh Basavareddy           | Stefan Kozlov Ryan Seggerman              | Jeffrey John Wolf Bernard Tomic Gijs Brouwer Philip Sekulic                |
| 1 de julio  | Ion Țiriac Challenger Brașov, Rumania Tierra batida – Challenger 75 – 32S/24Q/16D Cuadro Individuales – Cuadro Dobles                      | Murkel Dellien 6–3, 7–5                                            | Dmitry Popko                             | Nerman Fatić Nicolas Moreno de Alboran    | Radu Mihai Papoe Cezar Crețu Filip Cristian Jianu Matej Dodig              |
| 1 de julio  | Ion Țiriac Challenger Brașov, Rumania Tierra batida – Challenger 75 – 32S/24Q/16D Cuadro Individuales – Cuadro Dobles                      | Javier Barranco Cosano Nicolas Moreno de Alboran 3–6, 6–1, [17–15] | Karol Drzewiecki Piotr Matuszewski       | Nerman Fatić Nicolas Moreno de Alboran    | Radu Mihai Papoe Cezar Crețu Filip Cristian Jianu Matej Dodig              |
| 1 de julio  | Tennis Open Karlsruhe Karlsruhe, Alemania Tierra batida – Challenger 75 – 32S/24Q/16D Cuadro Individuales – Cuadro Dobles                  | Jozef Kovalík 6–3, 7–6(7–2)                                        | Camilo Ugo Carabelli                     | Zsombor Piros Daniel Masur                | Edas Butvilas Adrian Andreev Benjamin Hassan Rudolf Molleker               |
| 1 de julio  | Tennis Open Karlsruhe Karlsruhe, Alemania Tierra batida – Challenger 75 – 32S/24Q/16D Cuadro Individuales – Cuadro Dobles                  | Jakob Schnaitter Mark Wallner 6–4, 6–0                             | Dan Added Grégoire Jacq                  | Zsombor Piros Daniel Masur                | Edas Butvilas Adrian Andreev Benjamin Hassan Rudolf Molleker               |
| 1 de julio  | Modena Challenger Modena, Italia Tierra batida – Challenger 75 – 32S/24Q/16D Cuadro Individuales – Cuadro Dobles                           | Albert Ramos 6–4, 3–6, 6–2                                         | Federico Arnaboldi                       | Tseng Chun-hsin Andrea Collarini          | Marcello Serafini Andrea Pellegrino Oriol Roca Batalla Juan Pablo Varillas |
| 1 de julio  | Modena Challenger Modena, Italia Tierra batida – Challenger 75 – 32S/24Q/16D Cuadro Individuales – Cuadro Dobles                           | Jonathan Eysseric George Goldhoff 6–3, 3–6, [10–8]                 | Andre Begemann Patrik Niklas-Salminen    | Tseng Chun-hsin Andrea Collarini          | Marcello Serafini Andrea Pellegrino Oriol Roca Batalla Juan Pablo Varillas |
| 1 de julio  | Internationaux de Tennis de Troyes Troyes, Francia Tierra batida – Challenger 50 – 32S/24Q/16D Cuadro Individuales – Cuadro Dobles         | Gabriel Debru 6–3, 6–7(1–7), 7–5                                   | Timofey Skatov                           | Lorenzo Giustino Lilian Marmousez         | Evgeny Karlovskiy Jonáš Forejtek Neil Oberleitner Martín Landaluce         |
| 1 de julio  | Internationaux de Tennis de Troyes Troyes, Francia Tierra batida – Challenger 50 – 32S/24Q/16D Cuadro Individuales – Cuadro Dobles         | Neil Oberleitner Jakub Paul 6–4, 7–6(7–1)                          | Denis Istomin Evgeny Karlovskiy          | Lorenzo Giustino Lilian Marmousez         | Evgeny Karlovskiy Jonáš Forejtek Neil Oberleitner Martín Landaluce         |
| 8 de julio  | Brawo Open Braunschweig, Alemania Tierra batida – Challenger 125 – 3S/24Q/16D Cuadro Individuales – Cuadro Dobles                          | Roberto Carballés 6–3, 6–1                                         | Botic van de Zandschulp                  | Pierre-Hugues Herbert Pedro Cachín        | Cristian Garín Duje Ajduković Henri Squire Daniel Elahi Galán              |
| 8 de julio  | Brawo Open Braunschweig, Alemania Tierra batida – Challenger 125 – 3S/24Q/16D Cuadro Individuales – Cuadro Dobles                          | Sander Arends Robin Haase 4–6, 6–4, [10–8]                         | Sriram Balaji Gonzalo Escobar            | Pierre-Hugues Herbert Pedro Cachín        | Cristian Garín Duje Ajduković Henri Squire Daniel Elahi Galán              |
| 8 de julio  | Salzburg Open Salzburg, Austria Tierra batida – Challenger 125 – 32S/24Q/16D Cuadro Individuales – Cuadro Dobles                           | Alexander Ritschard 6–4, 6–2                                       | Kyrian Jacquet                           | Ignacio Buse Thiago Monteiro              | Federico Coria Hamad Medjedovic Alejandro Moro Cañas Lukas Neumayer        |
| 8 de julio  | Salzburg Open Salzburg, Austria Tierra batida – Challenger 125 – 32S/24Q/16D Cuadro Individuales – Cuadro Dobles                           | Manuel Guinard Grégoire Jacq 2–6, 6–3, [14–12]                     | Petr Nouza Patrik Rikl                   | Ignacio Buse Thiago Monteiro              | Federico Coria Hamad Medjedovic Alejandro Moro Cañas Lukas Neumayer        |
| 8 de julio  | Iași Open Iași, Rumania Tierra batida – Challenger 100 – 32S/24Q/16D Cuadro Individuales – Cuadro Dobles                                   | Hugo Dellien 6–1, 6–1                                              | Javier Barranco Cosano                   | Daniel Vallejo Enzo Couacaud              | Valentin Royer Martín Landaluce Dmitry Popko Juan Pablo Ficovich           |
| 8 de julio  | Iași Open Iași, Rumania Tierra batida – Challenger 100 – 32S/24Q/16D Cuadro Individuales – Cuadro Dobles                                   | Cezar Crețu Bogdan Pavel 2–6, 6–2, [10–4]                          | Karol Drzewiecki Piotr Matuszewski       | Daniel Vallejo Enzo Couacaud              | Valentin Royer Martín Landaluce Dmitry Popko Juan Pablo Ficovich           |
| 8 de julio  | Internazionali di Tennis Città di Trieste Trieste, Italia Tierra batida – Challenger 100 – 32S/24Q/16D Cuadro Individuales – Cuadro Dobles | Federico Agustín Gómez 6–1, 6–2                                    | Tomás Barrios                            | Oriol Roca Batalla Henrique Rocha         | Adrian Andreev Titouan Droguet Francesco Maestrelli Enrico Dalla Valle     |
| 8 de julio  | Internazionali di Tennis Città di Trieste Trieste, Italia Tierra batida – Challenger 100 – 32S/24Q/16D Cuadro Individuales – Cuadro Dobles | Marco Bortolotti Matthew Romios 6–2, 7–6(8–6)                      | Daniel Dutra da Silva Courtney John Lock | Oriol Roca Batalla Henrique Rocha         | Adrian Andreev Titouan Droguet Francesco Maestrelli Enrico Dalla Valle     |
| 8 de julio  | Winnipeg National Bank Challenger Winnipeg, Canadá Dura – Challenger 75 – 32S/24Q/16D Cuadro Individuales – Cuadro Dobles                  | Benjamin Bonzi 5–7, 6–1, 6–4                                       | Sho Shimabukuro                          | Eliot Spizzirri Bu Yunchaokete            | Hugo Grenier Tristan Schoolkate Yuta Shimizu Brandon Holt                  |
| 8 de julio  | Winnipeg National Bank Challenger Winnipeg, Canadá Dura – Challenger 75 – 32S/24Q/16D Cuadro Individuales – Cuadro Dobles                  | Christian Harrison Cannon Kingsley 6–1, 6–4                        | Yuta Shimizu Kaichi Uchida               | Eliot Spizzirri Bu Yunchaokete            | Hugo Grenier Tristan Schoolkate Yuta Shimizu Brandon Holt                  |
| 15 de julio | Dutch Open Amersfoort, Países Bajos Tierra batida – Challenger 75 – 32S/24Q/16D Cuadro Individuales – Cuadro Dobles                        | Tomás Barrios 6–2, 6–1                                             | Alexey Zakharov                          | Daniel Rincón Max Houkes                  | Álvaro Guillén Meza Enrico Dalla Valle Murkel Dellien Bernabé Zapata       |
| 15 de julio | Dutch Open Amersfoort, Países Bajos Tierra batida – Challenger 75 – 32S/24Q/16D Cuadro Individuales – Cuadro Dobles                        | Marcelo Demoliner Guillermo Durán 7–6(7–2), 6–4                    | Jay Clarke David Stevenson               | Daniel Rincón Max Houkes                  | Álvaro Guillén Meza Enrico Dalla Valle Murkel Dellien Bernabé Zapata       |
| 15 de julio | Championnats de Granby Granby, Canadá Dura – Challenger 75 – 32S/24Q/16D Cuadro Individuales – Cuadro Dobles                               | Bu Yunchaokete 6–3, 6–7(7–9), 6–4                                  | Térence Atmane                           | Hugo Grenier Yasutaka Uchiyama            | Andrés Andrade Bruno Kuzuhara Sho Shimabukuro Wu Tung-lin                  |
| 15 de julio | Championnats de Granby Granby, Canadá Dura – Challenger 75 – 32S/24Q/16D Cuadro Individuales – Cuadro Dobles                               | Andrés Andrade Mac Kiger 3–6, 6–3, [10–2]                          | Justin Boulais Joshua Lapadat            | Hugo Grenier Yasutaka Uchiyama            | Andrés Andrade Bruno Kuzuhara Sho Shimabukuro Wu Tung-lin                  |
| 15 de julio | President's Cup Astana, Kazajistán Dura – Challenger 50 – 32S/24Q/16D Cuadro Individuales – Cuadro Dobles                                  | Dimitar Kuzmanov 6–4, 6–3                                          | Saba Purtseladze                         | Aleksandre Bakshi Evgeny Karlovskiy       | Sergey Fomin Evgeny Donskoy Antoine Ghibaudo Lukáš Pokorný                 |
| 15 de julio | President's Cup Astana, Kazajistán Dura – Challenger 50 – 32S/24Q/16D Cuadro Individuales – Cuadro Dobles                                  | Egor Agafonov Ilia Simakin 6–4, 6–3                                | Denis Istomin Evgeny Karlovskiy          | Aleksandre Bakshi Evgeny Karlovskiy       | Sergey Fomin Evgeny Donskoy Antoine Ghibaudo Lukáš Pokorný                 |
| 15 de julio | Open de Tenis Ciudad de Pozoblanco Pozoblanco, España Dura – Challenger 50 – 32S/24Q/16D Cuadro Individuales – Cuadro Dobles               | August Holmgren 3–6, 6–3, 6–4                                      | Antoine Escoffier                        | Robin Bertrand Egor Gerasimov             | Alberto Barroso Campos Laurent Lokoli Dan Added Miguel Damas               |
| 15 de julio | Open de Tenis Ciudad de Pozoblanco Pozoblanco, España Dura – Challenger 50 – 32S/24Q/16D Cuadro Individuales – Cuadro Dobles               | Dan Added Arthur Reymond 6–2, 6–4                                  | Liam Hignett James MacKinlay             | Robin Bertrand Egor Gerasimov             | Alberto Barroso Campos Laurent Lokoli Dan Added Miguel Damas               |
| 22 de julio | Zug Open Zug, Suiza Tierra batida – Challenger 125 – 32S/24Q/16D Cuadro Individuales – Cuadro Dobles                                       | Jérôme Kym 6–4, 6–4                                                | Román Andrés Burruchaga                  | Marc-Andrea Hüsler Joris De Loore         | Henry Bernet Abdullah Shelbayh Marko Topo Geoffrey Blancaneaux             |
| 22 de julio | Zug Open Zug, Suiza Tierra batida – Challenger 125 – 32S/24Q/16D Cuadro Individuales – Cuadro Dobles                                       | Jurij Rodionov Volodymyr Uzhylovskyi 7–6(7–5), 7–6(7–5)            | Seita Watanabe Takeru Yuzuki             | Marc-Andrea Hüsler Joris De Loore         | Henry Bernet Abdullah Shelbayh Marko Topo Geoffrey Blancaneaux             |
| 22 de julio | Internazionali di Tennis Città di Verona Verona, Italia Tierra batida – Challenger 100 – 32S/24Q/16D Cuadro Individuales – Cuadro Dobles   | Federico Arnaboldi 6–2, 6–2                                        | Vilius Gaubas                            | Max Hans Rehberg Nikoloz Basilashvili     | Álvaro Guillén Meza Gonzalo Bueno Hugo Dellien Jesper de Jong              |
| 22 de julio | Internazionali di Tennis Città di Verona Verona, Italia Tierra batida – Challenger 100 – 32S/24Q/16D Cuadro Individuales – Cuadro Dobles   | Marcelo Demoliner Guillermo Durán 6–7(6–8), 7–6(7–3), [15–13]      | Yanaki Milev Petr Nesterov               | Max Hans Rehberg Nikoloz Basilashvili     | Álvaro Guillén Meza Gonzalo Bueno Hugo Dellien Jesper de Jong              |
| 22 de julio | Chicago Men's Challenger Chicago, Estados Unidos Dura – Challenger 75 – 32S/24Q/16D Cuadro Individuales – Cuadro Dobles                    | Gabriel Diallo 6–3, 7–6(7–3)                                       | Bu Yunchaokete                           | Jacob Fearnley Learner Tien               | Brandon Holt Mitchell Krueger Hugo Grenier Hong Seong-chan                 |
| 22 de julio | Chicago Men's Challenger Chicago, Estados Unidos Dura – Challenger 75 – 32S/24Q/16D Cuadro Individuales – Cuadro Dobles                    | Luke Saville Li Tu 6–4, 3–6, [10–3]                                | Mac Kiger Benjamin Sigouin               | Jacob Fearnley Learner Tien               | Brandon Holt Mitchell Krueger Hugo Grenier Hong Seong-chan                 |
| 22 de julio | Tampere Open Tampere, Finlandia Tierra batida – Challenger 75 – 32S/24Q/16D Cuadro Individuales – Cuadro Dobles                            | Daniel Rincón 6–1, 7–6(7–4)                                        | Calvin Hemery                            | Javier Barranco Cosano Gabi Adrian Boitan | Francisco Comesaña Marvin Möller Aziz Dougaz Carlos Taberner               |
| 22 de julio | Tampere Open Tampere, Finlandia Tierra batida – Challenger 75 – 32S/24Q/16D Cuadro Individuales – Cuadro Dobles                            | Íñigo Cervantes Daniel Rincón 6–3, 6–4                             | Thomas Fancutt Johannes Ingildsen        | Javier Barranco Cosano Gabi Adrian Boitan | Francisco Comesaña Marvin Möller Aziz Dougaz Carlos Taberner               |
| 22 de julio | Open Castilla y León Segovia, España Dura – Challenger 50 – 32S/24Q/16D Cuadro Individuales – Cuadro Dobles                                | Antoine Escoffier 6–3, 2–6, 6–3                                    | Álex Martínez                            | Cui Jie Nicolás Álvarez Varona            | Benjamin Lock Max Wiskandt Dan Added Mario González Fernández              |
| 22 de julio | Open Castilla y León Segovia, España Dura – Challenger 50 – 32S/24Q/16D Cuadro Individuales – Cuadro Dobles                                | Dan Added Arthur Reymond 6–4, 6–3                                  | Alexander Donski Tiago Pereira           | Cui Jie Nicolás Álvarez Varona            | Benjamin Lock Max Wiskandt Dan Added Mario González Fernández              |
| 29 de julio | Porto Open Porto, Portugal Dura – Challenger 125 – 32S/24Q/16D Cuadro Individuales – Cuadro Dobles                                         | August Holmgren 7–6(7–3), 7–6(8–6)                                 | Alejandro Moro Cañas                     | Jaime Faria Mikhail Kukushkin             | Edas Butvilas Vadym Ursu Àlex Martínez Arthur Reymond                      |
| 29 de julio | Porto Open Porto, Portugal Dura – Challenger 125 – 32S/24Q/16D Cuadro Individuales – Cuadro Dobles                                         | Sander Arends Luke Johnson 6–3, 6–2                                | Joshua Paris Ramkumar Ramanathan         | Jaime Faria Mikhail Kukushkin             | Edas Butvilas Vadym Ursu Àlex Martínez Arthur Reymond                      |
| 29 de julio | San Marino Open Ciudad de San Marino, San Marino Tierra batida – Challenger 125 – 32S/24Q/16D Cuadro Individuales – Cuadro Dobles          | Alexandre Müller 6–3, 4–6, 7–6(7–3)                                | Tseng Chun-hsin                          | Fabio Fognini Francisco Comesaña          | Matteo Gigante Juan Manuel Cerúndolo Gustavo Heide Andrea Pellegrino       |
| 29 de julio | San Marino Open Ciudad de San Marino, San Marino Tierra batida – Challenger 125 – 32S/24Q/16D Cuadro Individuales – Cuadro Dobles          | Petr Nouza Patrik Rikl 1–6, 7–5, [10–6]                            | Théo Arribagé Orlando Luz                | Fabio Fognini Francisco Comesaña          | Matteo Gigante Juan Manuel Cerúndolo Gustavo Heide Andrea Pellegrino       |
| 29 de julio | Platzmann-Sauerland Open Lüdenscheid, Alemania Tierra batida – Challenger 100 – 32S/24Q/16D Cuadro Individuales – Cuadro Dobles            | Raphaël Collignon 3–6, 6–4, 6–3                                    | Botic van de Zandschulp                  | Titouan Droguet Kamil Majchrzak           | Henri Squire Oriol Roca Batalla Román Andrés Burruchaga Clément Tabur      |
| 29 de julio | Platzmann-Sauerland Open Lüdenscheid, Alemania Tierra batida – Challenger 100 – 32S/24Q/16D Cuadro Individuales – Cuadro Dobles            | David Pel Bart Stevens 6–4, 2–6, [10–8]                            | Matwé Middelkoop Denys Molchanov         | Titouan Droguet Kamil Majchrzak           | Henri Squire Oriol Roca Batalla Román Andrés Burruchaga Clément Tabur      |
| 29 de julio | Lexington Challenger Lexington, Estados Unidos Dura – Challenger 75 – 32S/24Q/16D Cuadro Individuales – Cuadro Dobles                      | João Fonseca 6–1, 6–4                                              | Li Tu                                    | Hugo Grenier Coleman Wong                 | Learner Tien Gabriel Diallo Micah Braswell Emilio Nava                     |
| 29 de julio | Lexington Challenger Lexington, Estados Unidos Dura – Challenger 75 – 32S/24Q/16D Cuadro Individuales – Cuadro Dobles                      | André Göransson Sem Verbeek 6–4, 6–3                               | Yuta Shimizu James Trotter               | Hugo Grenier Coleman Wong                 | Learner Tien Gabriel Diallo Micah Braswell Emilio Nava                     |
| 29 de julio | Svijany Open Liberec, República Checa Tierra batida – Challenger 75 – 32S/24Q/16D Cuadro Individuales – Cuadro Dobles                      | Hugo Dellien 5–7, 6–4, 6–1                                         | Elmer Møller                             | Manuel Guinard Nicolas Moreno de Alboran  | Vitaliy Sachko Michael Vrbenský Andrew Paulson Geoffrey Blancaneaux        |
| 29 de julio | Svijany Open Liberec, República Checa Tierra batida – Challenger 75 – 32S/24Q/16D Cuadro Individuales – Cuadro Dobles                      | Jonáš Forejtek Michael Vrbenský 7–5, 6–7(5–7), [10–4]              | Miloš Karol Tomáš Láník                  | Manuel Guinard Nicolas Moreno de Alboran  | Vitaliy Sachko Michael Vrbenský Andrew Paulson Geoffrey Blancaneaux        |

### Torneos en agosto
| Semana de    | Torneo | Campeones                                                      | Finalista                                    | Semifinales                                          | Cuartos de final                                                      |
| ------------ | --- | -------------------------------------------------------------- | -------------------------------------------- | ---------------------------------------------------- | --------------------------------------------------------------------- |
| 5 de agosto  | Open Bogotá Bogotá, Colombia Tierra batida – Challenger 75 – 32S/24Q/16D Cuadro Individuales – Cuadro Dobles                                         | Facundo Mena 6–4, 7–5                                          | Mateus Alves                                 | Nicolás Mejía Karue Sell                             | Bernard Tomic Dmitry Popko Juan Pablo Ficovich Facundo Bagnis         |
| 5 de agosto  | Open Bogotá Bogotá, Colombia Tierra batida – Challenger 75 – 32S/24Q/16D Cuadro Individuales – Cuadro Dobles                                         | Finn Reynolds Matías Soto 6–3, 6–4                             | Benjamin Lock João Lucas Reis da Silva       | Nicolás Mejía Karue Sell                             | Bernard Tomic Dmitry Popko Juan Pablo Ficovich Facundo Bagnis         |
| 5 de agosto  | Lincoln Challenger Lincoln, Estados Unidos Dura – Challenger 75 – 32S/24Q/16D Cuadro Individuales – Cuadro Dobles                                    | Jacob Fearnley 6–4, 6–2                                        | Coleman Wong                                 | Bu Yunchaokete Nishesh Basavareddy                   | Aidan Mayo Tristan Schoolkate Paul Jubb Li Tu                         |
| 5 de agosto  | Lincoln Challenger Lincoln, Estados Unidos Dura – Challenger 75 – 32S/24Q/16D Cuadro Individuales – Cuadro Dobles                                    | Robert Cash James Tracy 7–6(8–6), 6–3                          | Ariel Behar Luke Johnson                     | Bu Yunchaokete Nishesh Basavareddy                   | Aidan Mayo Tristan Schoolkate Paul Jubb Li Tu                         |
| 5 de agosto  | Bonn Open Bonn, Alemania Tierra batida – Challenger 75 – 32S/24Q/16D Cuadro Individuales – Cuadro Dobles                                             | Hugo Dellien 7–6(7–2), 6–0                                     | Maximilian Marterer                          | Martín Landaluce Benjamin Hassan                     | Jan Choinski Calvin Hemery Dalibor Svrčina Henri Squire               |
| 5 de agosto  | Bonn Open Bonn, Alemania Tierra batida – Challenger 75 – 32S/24Q/16D Cuadro Individuales – Cuadro Dobles                                             | Théo Arribagé Orlando Luz 6–2, 6–4                             | Jeevan Nedunchezhiyan Vijay Sundar Prashanth | Martín Landaluce Benjamin Hassan                     | Jan Choinski Calvin Hemery Dalibor Svrčina Henri Squire               |
| 5 de agosto  | Internazionali di Tennis del Friuli Venezia Giulia Cordenons, Italia Tierra batida – Challenger 75 – 32S/24Q/16D Cuadro Individuales – Cuadro Dobles | Vilius Gaubas 2–6, 6–2, 6–4                                    | Carlos Taberner                              | Andrew Paulson Alexander Blockx                      | Andrea Collarini Lorenzo Giustino Federico Arnaboldi Riccardo Bonadio |
| 5 de agosto  | Internazionali di Tennis del Friuli Venezia Giulia Cordenons, Italia Tierra batida – Challenger 75 – 32S/24Q/16D Cuadro Individuales – Cuadro Dobles | Marco Bortolotti Matthew Romios w/o                            | Jiří Barnat Andrew Paulson                   | Andrew Paulson Alexander Blockx                      | Andrea Collarini Lorenzo Giustino Federico Arnaboldi Riccardo Bonadio |
| 12 de agosto | RD Open Santo Domingo, República Dominicana Tierra batida – Challenger 125 – 32S/24Q/16D Cuadro Individuales – Cuadro Dobles                         | Damir Džumhur 6–4, 6–4                                         | Andrés Andrade                               | Laslo Djere Renzo Olivo                              | Bernard Tomic Ryan Seggerman Tseng Chun-hsin Felipe Meligeni Alves    |
| 12 de agosto | RD Open Santo Domingo, República Dominicana Tierra batida – Challenger 125 – 32S/24Q/16D Cuadro Individuales – Cuadro Dobles                         | Diego Hidalgo Miguel Ángel Reyes-Varela 6–7(2–7), 6–4, [18–16] | Sriram Balaji Fernando Romboli               | Laslo Djere Renzo Olivo                              | Bernard Tomic Ryan Seggerman Tseng Chun-hsin Felipe Meligeni Alves    |
| 12 de agosto | Cary Tennis Classic Cary, Estados Unidos Dura – Challenger 100 – 32S/24Q/16D Cuadro Individuales – Cuadro Dobles                                     | Roman Safiullin 1–6, 7–5, 7–5                                  | Mattia Bellucci                              | David Goffin Gabriel Diallo                          | Christopher Eubanks Otto Virtanen Mikhail Kukushkin Tristan Boyer     |
| 12 de agosto | Cary Tennis Classic Cary, Estados Unidos Dura – Challenger 100 – 32S/24Q/16D Cuadro Individuales – Cuadro Dobles                                     | John Peers John-Patrick Smith w/o                              | Federico Agustín Gómez Petros Tsitsipas      | David Goffin Gabriel Diallo                          | Christopher Eubanks Otto Virtanen Mikhail Kukushkin Tristan Boyer     |
| 12 de agosto | Kozerki Open Grodzisk Mazowiecki, Polonia Dura – Challenger 100 – 32S/24Q/16D Cuadro Individuales – Cuadro Dobles                                    | Marc-Andrea Hüsler 6–1, 6–4                                    | Vít Kopřiva                                  | Hazem Naw Antoine Escoffier                          | Norbert Gombos Manuel Guinard Dominic Stricker Laurent Lokoli         |
| 12 de agosto | Kozerki Open Grodzisk Mazowiecki, Polonia Dura – Challenger 100 – 32S/24Q/16D Cuadro Individuales – Cuadro Dobles                                    | Charles Broom David Stevenson 6–3, 7–6(7–3)                    | Daniel Cukierman Johannes Ingildsen          | Hazem Naw Antoine Escoffier                          | Norbert Gombos Manuel Guinard Dominic Stricker Laurent Lokoli         |
| 12 de agosto | Internazionali di Tennis Città di Todi Todi, Italia Tierra batida – Challenger 75 – 32S/24Q/16D Cuadro Individuales – Cuadro Dobles                  | Carlos Taberner 6–4, 6–3                                       | Santiago Rodríguez Taverna                   | Stefano Travaglia Cezar Crețu                        | Gastão Elias Luka Pavlovic Facundo Juárez Lorenzo Giustino            |
| 12 de agosto | Internazionali di Tennis Città di Todi Todi, Italia Tierra batida – Challenger 75 – 32S/24Q/16D Cuadro Individuales – Cuadro Dobles                  | Ivan Sabanov Matej Sabanov 6–4, 7–6(7–3)                       | Filip Bergevi Mick Veldheer                  | Stefano Travaglia Cezar Crețu                        | Gastão Elias Luka Pavlovic Facundo Juárez Lorenzo Giustino            |
| 19 de agosto | Dobrich Challenger Dobrich, Bulgaria Tierra batida – Challenger 50 – 32S/24Q/16D Cuadro Individuales – Cuadro Dobles                                 | Juan Bautista Torres 5–7, 6–0, 7–5                             | Ivan Gakhov                                  | Arthur Gea Hady Habib                                | Ergi Kırkın Christoph Negritu Petr Nesterov Luciano Emanuel Ambrogi   |
| 19 de agosto | Dobrich Challenger Dobrich, Bulgaria Tierra batida – Challenger 50 – 32S/24Q/16D Cuadro Individuales – Cuadro Dobles                                 | Alexander Merino Christoph Negritu 6–4, 6–2                    | Victor Vlad Cornea Ergi Kırkın               | Arthur Gea Hady Habib                                | Ergi Kırkın Christoph Negritu Petr Nesterov Luciano Emanuel Ambrogi   |
| 19 de agosto | Jinan Open Jinan, China Dura – Challenger 50 – 32S/24Q/16D Cuadro Individuales – Cuadro Dobles                                                       | Wu Yibing 7–5, 6–3                                             | Rio Noguchi                                  | Yuta Shimizu Keegan Smith                            | Philip Henning Shin Woo-bin Sun Fajing Mo Yecong                      |
| 19 de agosto | Jinan Open Jinan, China Dura – Challenger 50 – 32S/24Q/16D Cuadro Individuales – Cuadro Dobles                                                       | Chung Yun-seong Yuta Shimizu 6–3, 6–7(5–7), [10–6]             | Rio Noguchi Edward Winter                    | Yuta Shimizu Keegan Smith                            | Philip Henning Shin Woo-bin Sun Fajing Mo Yecong                      |
| 26 de agosto | Città di Como Challenger Como, Italia Tierra batida – Challenger 75 – 32S/24Q/16D Cuadro Individuales – Cuadro Dobles                                | Gabriel Debru 6–1, 2–6, 6–3                                    | Ignacio Buse                                 | Stefano Travaglia Alex Molčan                        | Kei Nishikori Genaro Alberto Olivieri Zsombor Piros Valerio Aboian    |
| 26 de agosto | Città di Como Challenger Como, Italia Tierra batida – Challenger 75 – 32S/24Q/16D Cuadro Individuales – Cuadro Dobles                                | Victor Vlad Cornea Denys Molchanov 6–2, 6–3                    | Alexandru Jecan Ivan Liutarevich             | Stefano Travaglia Alex Molčan                        | Kei Nishikori Genaro Alberto Olivieri Zsombor Piros Valerio Aboian    |
| 26 de agosto | Rafa Nadal Open Mallorca, España Dura – Challenger 75 – 32S/24Q/16D Cuadro Individuales – Cuadro Dobles                                              | Duje Ajduković 4–6, 6–3, 6–4                                   | Matteo Gigante                               | Khumoyun Sultanov Jérôme Kym                         | Abdullah Shelbayh Marc-Andrea Hüsler Enzo Couacaud Ričardas Berankis  |
| 26 de agosto | Rafa Nadal Open Mallorca, España Dura – Challenger 75 – 32S/24Q/16D Cuadro Individuales – Cuadro Dobles                                              | David Pichler Jurij Rodionov 1–6, 6–3, [10–7]                  | Anirudh Chandrasekar David Vega Hernández    | Khumoyun Sultanov Jérôme Kym                         | Abdullah Shelbayh Marc-Andrea Hüsler Enzo Couacaud Ričardas Berankis  |
| 26 de agosto | Clube Tenis Porto Challenger Porto, Portugal Tierra batida – Challenger 75 – 32S/24Q/16D Cuadro Individuales – Cuadro Dobles                         | Adrian Andreev 6–3, 6–0                                        | Carlos Taberner                              | Nikolás Sánchez Izquierdo Santiago Rodríguez Taverna | Daniel Cukierman Daniel Masur Dino Prižmić Enrico Dalla Valle         |
| 26 de agosto | Clube Tenis Porto Challenger Porto, Portugal Tierra batida – Challenger 75 – 32S/24Q/16D Cuadro Individuales – Cuadro Dobles                         | Daniel Cukierman Piotr Matuszewski 6–4, 6–0                    | Romain Arneodo Théo Arribagé                 | Nikolás Sánchez Izquierdo Santiago Rodríguez Taverna | Daniel Cukierman Daniel Masur Dino Prižmić Enrico Dalla Valle         |
| 26 de agosto | International Challenger Zhangjiagang Zhangjiagang, China Dura – Challenger 75 – 32S/24Q/16D Cuadro Individuales – Cuadro Dobles                     | Yasutaka Uchiyama 6–7(4–7), 6–2, 6–2                           | Mark Lajal                                   | Norbert Gombos Hong Seong-chan                       | Dalibor Svrčina Rio Noguchi Wu Tung-lin Sun Fajing                    |
| 26 de agosto | International Challenger Zhangjiagang Zhangjiagang, China Dura – Challenger 75 – 32S/24Q/16D Cuadro Individuales – Cuadro Dobles                     | Kaichi Uchida Takeru Yuzuki 6–1, 7–5                           | Francis Alcantara Pruchya Isaro              | Norbert Gombos Hong Seong-chan                       | Dalibor Svrčina Rio Noguchi Wu Tung-lin Sun Fajing                    |

### Torneos en septiembre
| Semana de        | Torneo | Campeones                                                      | Finalista                                      | Semifinales                           | Cuartos de final                                                                       |
| ---------------- | --- | -------------------------------------------------------------- | ---------------------------------------------- | ------------------------------------- | -------------------------------------------------------------------------------------- |
| 2 de septiembre  | AON Open Challenger Génova, Italia Tierra batida – Challenger 125 – 32S/24Q/16D Cuadro Individuales – Cuadro Dobles                  | Francesco Passaro 7–5, 6–3                                     | Jaume Munar                                    | Stefano Travaglia Ignacio Buse        | Mili Poljičak Kei Nishikori Giovanni Fonio Thiago Monteiro                             |
| 2 de septiembre  | AON Open Challenger Génova, Italia Tierra batida – Challenger 125 – 32S/24Q/16D Cuadro Individuales – Cuadro Dobles                  | Benjamin Hassan David Vega Hernández 6–4, 7–5                  | Romain Arneodo Théo Arribagé                   | Stefano Travaglia Ignacio Buse        | Mili Poljičak Kei Nishikori Giovanni Fonio Thiago Monteiro                             |
| 2 de septiembre  | Copa Sevilla Sevilla, España Tierra batida – Challenger 125 – 32S/24Q/16D Cuadro Individuales – Cuadro Dobles                        | Roberto Carballés 6–3, 7–5                                     | Daniel Altmaier                                | Calvin Hemery Alexander Ritschard     | Oriol Roca Batalla Albert Ramos Viñolas Santiago Rodríguez Taverna David Jordà Sanchis |
| 2 de septiembre  | Copa Sevilla Sevilla, España Tierra batida – Challenger 125 – 32S/24Q/16D Cuadro Individuales – Cuadro Dobles                        | Petr Nouza Patrik Rikl 6–3, 6–2                                | George Goldhoff Fernando Romboli               | Calvin Hemery Alexander Ritschard     | Oriol Roca Batalla Albert Ramos Viñolas Santiago Rodríguez Taverna David Jordà Sanchis |
| 2 de septiembre  | Shanghai Challenger Shanghai, China Dura – Challenger 100 – 32S/24Q/16D Cuadro Individuales – Cuadro Dobles                          | Sho Shimabukuro 6–4, 6–4                                       | Hsu Yu-hsiou                                   | Norbert Gombos Coleman Wong           | Kris van Wyk Alibek Kachmazov Beibit Zhukayev Dalibor Svrčina                          |
| 2 de septiembre  | Shanghai Challenger Shanghai, China Dura – Challenger 100 – 32S/24Q/16D Cuadro Individuales – Cuadro Dobles                          | Cristian Rodríguez Matthew Romios 7–6(7–4), 1–6, [10–7]        | Rithvik Choudary Bollipalli Arjun Kadhe        | Norbert Gombos Coleman Wong           | Kris van Wyk Alibek Kachmazov Beibit Zhukayev Dalibor Svrčina                          |
| 2 de septiembre  | NÖ Open Tulln, Austria Tierra batida – Challenger 100 – 32S/24Q/16D Cuadro Individuales – Cuadro Dobles                              | Jan Choinski 6–4, 6–1                                          | Lukas Neumayer                                 | Jakub Nicod Rudolf Molleker           | Max Hans Rehberg Ivan Gakhov Andrew Paulson Jérôme Kym                                 |
| 2 de septiembre  | NÖ Open Tulln, Austria Tierra batida – Challenger 100 – 32S/24Q/16D Cuadro Individuales – Cuadro Dobles                              | Miloš Karol Vitaliy Sachko 6–4, 2–6, [11–9]                    | Karol Drzewiecki Piotr Matuszewski             | Jakub Nicod Rudolf Molleker           | Max Hans Rehberg Ivan Gakhov Andrew Paulson Jérôme Kym                                 |
| 2 de septiembre  | Cassis Open Provence Cassis, Francia Dura – Challenger 75 – 32S/24Q/16D Cuadro Individuales – Cuadro Dobles                          | Richard Gasquet 3–6, 6–1, 6–2                                  | Jurij Rodionov                                 | Henrique Rocha Adrià Soriano Barrera  | Robin Bertrand Laurent Lokoli Titouan Droguet Marin Čilić                              |
| 2 de septiembre  | Cassis Open Provence Cassis, Francia Dura – Challenger 75 – 32S/24Q/16D Cuadro Individuales – Cuadro Dobles                          | Jaime Faria Henrique Rocha 7–6(7–5), 6–4                       | Manuel Guinard Matteo Martineau                | Henrique Rocha Adrià Soriano Barrera  | Robin Bertrand Laurent Lokoli Titouan Droguet Marin Čilić                              |
| 2 de septiembre  | Istanbul Challenger Estambul, Turquía Dura – Challenger 75 – 32S/24Q/16D Cuadro Individuales – Cuadro Dobles                         | Damir Džumhur 6–4, 6–2                                         | Hamad Medjedovic                               | Jesper de Jong Martín Landaluce       | Jack Pinnington Jones Ilia Simakin Matej Dodig Elmer Møller                            |
| 2 de septiembre  | Istanbul Challenger Estambul, Turquía Dura – Challenger 75 – 32S/24Q/16D Cuadro Individuales – Cuadro Dobles                         | Aleksandre Bakshi Yankı Erel 7–6(7–4), 7–5                     | August Holmgren Johannes Ingildsen             | Jesper de Jong Martín Landaluce       | Jack Pinnington Jones Ilia Simakin Matej Dodig Elmer Møller                            |
| 9 de septiembre  | Szczecin Open Szczecin, Polonia Tierra batida – Challenger 125 – 32S/24Q/16D Cuadro Individuales – Cuadro Dobles                     | Vít Kopřiva 7–5, 6–2                                           | Andrea Pellegrino                              | Gerard Campana Lee Federico Coria     | Rudolf Molleker Daniel Altmaier Alexey Vatutin Jacopo Berrettini                       |
| 9 de septiembre  | Szczecin Open Szczecin, Polonia Tierra batida – Challenger 125 – 32S/24Q/16D Cuadro Individuales – Cuadro Dobles                     | Guido Andreozzi Théo Arribagé 6–2, 6–1                         | Ryan Seggerman Szymon Walków                   | Gerard Campana Lee Federico Coria     | Rudolf Molleker Daniel Altmaier Alexey Vatutin Jacopo Berrettini                       |
| 9 de septiembre  | Guangzhou Huangpu International Tennis Open Guangzhou, China Dura – Challenger 100 – 32S/24Q/16D Cuadro Individuales – Cuadro Dobles | Christopher O'Connell 1–6, 7–5, 7–6(7–5)                       | Sho Shimabukuro                                | Mikhail Kukushkin Luca Nardi          | Radu Albot Federico Agustín Gómez Térence Atmane Marc Polmans                          |
| 9 de septiembre  | Guangzhou Huangpu International Tennis Open Guangzhou, China Dura – Challenger 100 – 32S/24Q/16D Cuadro Individuales – Cuadro Dobles | Evan King Reese Stalder 4–6, 7–5, [10–5]                       | Francis Alcantara Pruchya Isaro                | Mikhail Kukushkin Luca Nardi          | Radu Albot Federico Agustín Gómez Térence Atmane Marc Polmans                          |
| 9 de septiembre  | Open de Rennes Rennes, Francia Dura (i) – Challenger 100 – 32S/24Q/16D Cuadro Individuales – Cuadro Dobles                           | Jacob Fearnley 0–6, 7–6(7–5), 6–3                              | Quentin Halys                                  | Harold Mayot Constant Lestienne       | Adrian Mannarino Michael Geerts Titouan Droguet Lucas Pouille                          |
| 9 de septiembre  | Open de Rennes Rennes, Francia Dura (i) – Challenger 100 – 32S/24Q/16D Cuadro Individuales – Cuadro Dobles                           | Sander Arends Grégoire Jacq 6–4, 6–2                           | Antoine Escoffier Joshua Paris                 | Harold Mayot Constant Lestienne       | Adrian Mannarino Michael Geerts Titouan Droguet Lucas Pouille                          |
| 9 de septiembre  | Las Vegas Challenger Las Vegas, Estados Unidos Dura – Challenger 75 – 32S/24Q/16D Cuadro Individuales – Cuadro Dobles                | Learner Tien 7–5, 1–6, 6–3                                     | Tristan Boyer                                  | Karue Sell Abdullah Shelbayh          | Andres Martin Kaylan Bigun Bernard Tomic Denis Kudla                                   |
| 9 de septiembre  | Las Vegas Challenger Las Vegas, Estados Unidos Dura – Challenger 75 – 32S/24Q/16D Cuadro Individuales – Cuadro Dobles                | Trey Hilderbrand Alex Lawson 6–7(9–11), 7–5, [10–8]            | Tristan Boyer Tennyson Whiting                 | Karue Sell Abdullah Shelbayh          | Andres Martin Kaylan Bigun Bernard Tomic Denis Kudla                                   |
| 9 de septiembre  | Dobrich Challenger II Dobrich, Bulgaria Tierra batida – Challenger 50 – 32S/24Q/16D Cuadro Individuales – Cuadro Dobles              | Guy den Ouden 6–2, 6–3                                         | Jelle Sels                                     | Genaro Alberto Olivieri Jakub Nicod   | Valentin Royer Alexander Donski Lorenzo Giustino Dimitar Kuzmanov                      |
| 9 de septiembre  | Dobrich Challenger II Dobrich, Bulgaria Tierra batida – Challenger 50 – 32S/24Q/16D Cuadro Individuales – Cuadro Dobles              | Liam Draxl Cleeve Harper 6–1, 3–6, [12–10]                     | Francesco Maestrelli Filippo Romano            | Genaro Alberto Olivieri Jakub Nicod   | Valentin Royer Alexander Donski Lorenzo Giustino Dimitar Kuzmanov                      |
| 16 de septiembre | Bad Waltersdorf Trophy Bad Waltersdorf, Austria Tierra batida – Challenger 125 – 32S/24Q/16D Cuadro Individuales – Cuadro Dobles     | Jaume Munar 6–2, 6–1                                           | Thiago Seyboth Wild                            | Nicolas Moreno de Alboran Laslo Djere | Matej Dodig Geoffrey Blancaneaux Carlos Taberner Thiago Monteiro                       |
| 16 de septiembre | Bad Waltersdorf Trophy Bad Waltersdorf, Austria Tierra batida – Challenger 125 – 32S/24Q/16D Cuadro Individuales – Cuadro Dobles     | Petr Nouza Patrik Rikl 6–4, 4–6, [10–5]                        | Guido Andreozzi Sriram Balaji                  | Nicolas Moreno de Alboran Laslo Djere | Matej Dodig Geoffrey Blancaneaux Carlos Taberner Thiago Monteiro                       |
| 16 de septiembre | Saint-Tropez Open Saint-Tropez, Francia Dura – Challenger 125 – 32S/24Q/16D Cuadro Individuales – Cuadro Dobles                      | Gijs Brouwer 6–4, 7–6(7–2)                                     | Lucas Pouille                                  | Kamil Majchrzak Ugo Blanchet          | Duje Ajduković Matteo Martineau Benjamin Bonzi Titouan Droguet                         |
| 16 de septiembre | Saint-Tropez Open Saint-Tropez, Francia Dura – Challenger 125 – 32S/24Q/16D Cuadro Individuales – Cuadro Dobles                      | Sander Arends Luke Johnson 3–6, 6–3, [10–4]                    | André Göransson Sem Verbeek                    | Kamil Majchrzak Ugo Blanchet          | Duje Ajduković Matteo Martineau Benjamin Bonzi Titouan Droguet                         |
| 16 de septiembre | Cali Open Cali, Colombia Tierra batida – Challenger 75 – 32S/24Q/16D Cuadro Individuales – Cuadro Dobles                             | Juan Pablo Ficovich 6–1, 6–4                                   | Gonzalo Bueno                                  | Andrea Collarini Hugo Dellien         | Luciano Emanuel Ambrogi Mateus Alves Juan Bautista Torres Enzo Couacaud                |
| 16 de septiembre | Cali Open Cali, Colombia Tierra batida – Challenger 75 – 32S/24Q/16D Cuadro Individuales – Cuadro Dobles                             | Juan Carlos Aguilar Conner Huertas del Pino 5–7, 6–3, [10–7]   | Juan Sebastián Gómez Johan Alexander Rodríguez | Andrea Collarini Hugo Dellien         | Luciano Emanuel Ambrogi Mateus Alves Juan Bautista Torres Enzo Couacaud                |
| 16 de septiembre | Columbus Challenger Columbus, Estados Unidos Dura (i) – Challenger 75 – 32S/24Q/16D Cuadro Individuales – Cuadro Dobles              | Naoki Nakagawa 7–6(10–8), 5–7, 7–6(7–5)                        | James Trotter                                  | Kyle Edmund Nishesh Basavareddy       | Christopher Eubanks Abdullah Shelbayh Tristan Boyer Ernesto Escobedo                   |
| 16 de septiembre | Columbus Challenger Columbus, Estados Unidos Dura (i) – Challenger 75 – 32S/24Q/16D Cuadro Individuales – Cuadro Dobles              | Hans Hach Verdugo James Trotter 6–4, 6–7(6–8), [11–9]          | Christian Harrison Ethan Quinn                 | Kyle Edmund Nishesh Basavareddy       | Christopher Eubanks Abdullah Shelbayh Tristan Boyer Ernesto Escobedo                   |
| 16 de septiembre | Sibiu Open Sibiu, Rumania Tierra batida – Challenger 50 – 32S/24Q/16D Cuadro Individuales – Cuadro Dobles                            | Valentin Royer 6–4, 6–0                                        | Luka Pavlovic                                  | Cezar Crețu Hynek Bartoň              | Stefano Travaglia Rudolf Molleker Genaro Alberto Olivieri Pol Martín Tiffon            |
| 16 de septiembre | Sibiu Open Sibiu, Rumania Tierra batida – Challenger 50 – 32S/24Q/16D Cuadro Individuales – Cuadro Dobles                            | Alexander Merino Christoph Negritu 6–2, 7–6(7–2)               | Liam Draxl Cleeve Harper                       | Cezar Crețu Hynek Bartoň              | Stefano Travaglia Rudolf Molleker Genaro Alberto Olivieri Pol Martín Tiffon            |
| 23 de septiembre | Open d'Orléans Orléans, Francia Dura (i) – Challenger 125 – 32S/24Q/16D Cuadro Individuales – Cuadro Dobles                          | Jacob Fearnley 6–3, 7–6(7–5)                                   | Harold Mayot                                   | Marc-Andrea Hüsler Alexander Blockx   | Benjamin Bonzi Hamad Medjedovic Matteo Gigante Mark Lajal                              |
| 23 de septiembre | Open d'Orléans Orléans, Francia Dura (i) – Challenger 125 – 32S/24Q/16D Cuadro Individuales – Cuadro Dobles                          | Benjamin Bonzi Sascha Gueymard Wayenburg 7–6(9–7), 4–6, [10–5] | Manuel Guinard Grégoire Jacq                   | Marc-Andrea Hüsler Alexander Blockx   | Benjamin Bonzi Hamad Medjedovic Matteo Gigante Mark Lajal                              |
| 23 de septiembre | Antofagasta Challenger Antofagasta, Chile Tierra batida – Challenger 100 – 32S/24Q/16D Cuadro Individuales – Cuadro Dobles           | Juan Manuel Cerúndolo 3–6, 6–2, 6–4                            | Daniel Vallejo                                 | Andrea Collarini Jesper de Jong       | Juan Ignacio Londero Gustavo Heide Murkel Dellien Luciano Emanuel Ambrogi              |
| 23 de septiembre | Antofagasta Challenger Antofagasta, Chile Tierra batida – Challenger 100 – 32S/24Q/16D Cuadro Individuales – Cuadro Dobles           | Mateus Alves Matías Soto 6–1, 6–4                              | Leonardo Aboian Valerio Aboian                 | Andrea Collarini Jesper de Jong       | Juan Ignacio Londero Gustavo Heide Murkel Dellien Luciano Emanuel Ambrogi              |
| 23 de septiembre | Lisboa Belém Open Lisboa, Portugal Tierra batida – Challenger 100 – 32S/24Q/16D Cuadro Individuales – Cuadro Dobles                  | Alexander Ritschard 3–6, 7–6(7–3), 6–3                         | Raphaël Collignon                              | Elmer Møller Emilio Nava              | Zsombor Piros Thiago Agustín Tirante Henrique Rocha Tomás Barrios                      |
| 23 de septiembre | Lisboa Belém Open Lisboa, Portugal Tierra batida – Challenger 100 – 32S/24Q/16D Cuadro Individuales – Cuadro Dobles                  | Romain Arneodo Théo Arribagé 6–2, 6–3                          | George Goldhoff Fernando Romboli               | Elmer Møller Emilio Nava              | Zsombor Piros Thiago Agustín Tirante Henrique Rocha Tomás Barrios                      |
| 23 de septiembre | Nonthaburi Challenger IV Nonthaburi, Tailandia Dura – Challenger 100 – 32S/24Q/16D Cuadro Individuales – Cuadro Dobles               | Wu Tung-lin 6–3, 7–6(7–4)                                      | Mackenzie McDonald                             | James McCabe Coleman Wong             | Arthur Cazaux Dalibor Svrčina Gabriel Diallo Adam Walton                               |
| 23 de septiembre | Nonthaburi Challenger IV Nonthaburi, Tailandia Dura – Challenger 100 – 32S/24Q/16D Cuadro Individuales – Cuadro Dobles               | Blake Ellis Adam Walton 3–6, 7–5, [10–8]                       | Rithvik Choudary Bollipalli Arjun Kadhe        | James McCabe Coleman Wong             | Arthur Cazaux Dalibor Svrčina Gabriel Diallo Adam Walton                               |
| 23 de septiembre | LTP Men's Open Charleston, Estados Unidos Dura – Challenger 75 – 32S/24Q/16D Cuadro Individuales – Cuadro Dobles                     | Edas Butvilas 6–4, 6–3                                         | Nishesh Basavareddy                            | Christopher Eubanks Tristan Boyer     | Alexis Galarneau Jeffrey John Wolf Bernard Tomic Learner Tien                          |
| 23 de septiembre | LTP Men's Open Charleston, Estados Unidos Dura – Challenger 75 – 32S/24Q/16D Cuadro Individuales – Cuadro Dobles                     | Luke Saville Tristan Schoolkate 7–6(7–3), 1–6, [10–3]          | Calum Puttergill Dane Sweeny                   | Christopher Eubanks Tristan Boyer     | Alexis Galarneau Jeffrey John Wolf Bernard Tomic Learner Tien                          |
| 30 de septiembre | JC Ferrero Challenger Open Villena, España Dura – Challenger 100 – 32S/24Q/16D Cuadro Individuales – Cuadro Dobles                   | Kamil Majchrzak 6–4, 6–2                                       | Nicolas Moreno de Alboran                      | Martín Landaluce Jérôme Kym           | Duje Ajduković Hugo Grenier Constant Lestienne Justin Engel                            |
| 30 de septiembre | JC Ferrero Challenger Open Villena, España Dura – Challenger 100 – 32S/24Q/16D Cuadro Individuales – Cuadro Dobles                   | Anirudh Chandrasekar Niki Kaliyanda Poonacha 7–6(7–2), 6–4     | Romain Arneodo Íñigo Cervantes                 | Martín Landaluce Jérôme Kym           | Duje Ajduković Hugo Grenier Constant Lestienne Justin Engel                            |
| 30 de septiembre | Open de Vendée Mouilleron-le-Captif, Francia Dura (i) – Challenger 100 – 32S/24Q/16D Cuadro Individuales – Cuadro Dobles             | Lucas Pouille 6–4, 6–4                                         | Quentin Halys                                  | Dino Prižmić Harold Mayot             | Jelle Sels Sascha Gueymard Wayenburg Manuel Guinard Clément Chidekh                    |
| 30 de septiembre | Open de Vendée Mouilleron-le-Captif, Francia Dura (i) – Challenger 100 – 32S/24Q/16D Cuadro Individuales – Cuadro Dobles             | Marcelo Demoliner Christian Harrison 6–3, 7–5                  | August Holmgren Johannes Ingildsen             | Dino Prižmić Harold Mayot             | Jelle Sels Sascha Gueymard Wayenburg Manuel Guinard Clément Chidekh                    |
| 30 de septiembre | Braga Open Braga, Portugal Tierra batida – Challenger 75 – 32S/24Q/16D Cuadro Individuales – Cuadro Dobles                           | Elmer Møller 6–4, 7–6(7–4)                                     | Daniel Elahi Galán                             | Andrea Pellegrino Albert Ramos        | Lukas Neumayer Clément Tabur Carlos Taberner Vít Kopřiva                               |
| 30 de septiembre | Braga Open Braga, Portugal Tierra batida – Challenger 75 – 32S/24Q/16D Cuadro Individuales – Cuadro Dobles                           | Théo Arribagé Francisco Cabral 6–3, 6–4                        | Marco Bortolotti Daniel Cukierman              | Andrea Pellegrino Albert Ramos        | Lukas Neumayer Clément Tabur Carlos Taberner Vít Kopřiva                               |
| 30 de septiembre | Challenger de Buenos Aires Buenos Aires, Argentina Tierra batida – Challenger 75 – 32S/24Q/16D Cuadro Individuales – Cuadro Dobles   | Francisco Comesaña 1–6, 7–6(9–7), 6–4                          | Federico Coria                                 | Juan Bautista Torres Hugo Dellien     | Gustavo Heide Camilo Ugo Carabelli Jesper de Jong Juan Pablo Varillas                  |
| 30 de septiembre | Challenger de Buenos Aires Buenos Aires, Argentina Tierra batida – Challenger 75 – 32S/24Q/16D Cuadro Individuales – Cuadro Dobles   | Murkel Dellien Facundo Mena 1–6, 6–2, [12–10]                  | Felipe Meligeni Alves Marcelo Zormann          | Juan Bautista Torres Hugo Dellien     | Gustavo Heide Camilo Ugo Carabelli Jesper de Jong Juan Pablo Varillas                  |
| 30 de septiembre | Tiburon Challenger Tiburón, Estados Unidos Dura – Challenger 75 – 32S/24Q/16D Cuadro Individuales – Cuadro Dobles                    | Nishesh Basavareddy 6–1, 6–1                                   | Eliot Spizzirri                                | Colton Smith Learner Tien             | Karue Sell Jack Pinnington Jones Jeffrey John Wolf Denis Kudla                         |
| 30 de septiembre | Tiburon Challenger Tiburón, Estados Unidos Dura – Challenger 75 – 32S/24Q/16D Cuadro Individuales – Cuadro Dobles                    | Luke Saville Tristan Schoolkate 6–4, 6–2                       | Patrick Kypson Eliot Spizzirri                 | Colton Smith Learner Tien             | Karue Sell Jack Pinnington Jones Jeffrey John Wolf Denis Kudla                         |

### Torneos en octubre
| Semana de     | Torneo | Campeones                                              | Finalista                          | Semifinales                                   | Cuartos de final                                                                   |
| ------------- | --- | ------------------------------------------------------ | ---------------------------------- | --------------------------------------------- | ---------------------------------------------------------------------------------- |
| 7 de octubre  | Hangzhou Challenger Hangzhou, China Dura – Challenger 125 – 32S/24Q/16D Cuadro Individuales – Cuadro Dobles                                     | James Duckworth 2–6, 7–6(7–5), 6–4                     | Mackenzie McDonald                 | Tseng Chun-hsin Gabriel Diallo                | Adam Walton Fabio Fognini Arthur Cazaux Rinky Hijikata                             |
| 7 de octubre  | Hangzhou Challenger Hangzhou, China Dura – Challenger 125 – 32S/24Q/16D Cuadro Individuales – Cuadro Dobles                                     | Sun Fajing Te Rigele 6–3, 7–5                          | Thomas Fancutt Yuta Shimizu        | Tseng Chun-hsin Gabriel Diallo                | Adam Walton Fabio Fognini Arthur Cazaux Rinky Hijikata                             |
| 7 de octubre  | Copa Faulcombridge Valencia, España Tierra batida – Challenger 125 – 32S/24Q/16D Cuadro Individuales – Cuadro Dobles                            | Pedro Martínez 6–1, 6–3                                | Jaime Faria                        | Daniel Elahi Galán Nicolas Moreno de Alboran  | Ignacio Buse Jan Choinski Thiago Agustín Tirante Dennis Novak                      |
| 7 de octubre  | Copa Faulcombridge Valencia, España Tierra batida – Challenger 125 – 32S/24Q/16D Cuadro Individuales – Cuadro Dobles                            | Alexander Merino Christoph Negritu 6–3, 6–4            | Karol Drzewiecki Piotr Matuszewski | Daniel Elahi Galán Nicolas Moreno de Alboran  | Ignacio Buse Jan Choinski Thiago Agustín Tirante Dennis Novak                      |
| 7 de octubre  | Open de Roanne Roanne, Francia Dura (i) – Challenger 100 – 32S/24Q/16D Cuadro Individuales – Cuadro Dobles                                      | Benjamin Bonzi 7–5, 6–1                                | Matteo Martineau                   | Luca Van Assche Hugo Grenier                  | Cameron Norrie Pierre-Hugues Herbert Jérôme Kym David Jordà Sanchis                |
| 7 de octubre  | Open de Roanne Roanne, Francia Dura (i) – Challenger 100 – 32S/24Q/16D Cuadro Individuales – Cuadro Dobles                                      | Nicolás Barrientos David Pel 4–6, 6–3, [10–6]          | Jakub Paul Matěj Vocel             | Luca Van Assche Hugo Grenier                  | Cameron Norrie Pierre-Hugues Herbert Jérôme Kym David Jordà Sanchis                |
| 7 de octubre  | Challenger de Villa María Villa María, Argentina Tierra batida – Challenger 100 – 32S/24Q/16D Cuadro Individuales – Cuadro Dobles               | Camilo Ugo Carabelli 7–6(7–3), 3–6, 6–4                | Jesper de Jong                     | Román Andrés Burruchaga Juan Manuel Cerúndolo | Federico Coria Hugo Dellien Pedro Sakamoto Matheus Pucinelli de Almeida            |
| 7 de octubre  | Challenger de Villa María Villa María, Argentina Tierra batida – Challenger 100 – 32S/24Q/16D Cuadro Individuales – Cuadro Dobles               | Orlando Luz Marcelo Zormann 0–6, 6–3, [10–4]           | Boris Arias Federico Zeballos      | Román Andrés Burruchaga Juan Manuel Cerúndolo | Federico Coria Hugo Dellien Pedro Sakamoto Matheus Pucinelli de Almeida            |
| 7 de octubre  | Fairfield Challenger Fairfield, Estados Unidos Dura – Challenger 75 – 32S/24Q/16D Cuadro Individuales – Cuadro Dobles                           | Learner Tien 6–0, 6–1                                  | Bernard Tomic                      | Brandon Holt Tristan Schoolkate               | Patrick Kypson Dmitry Popko Alexis Galarneau Ethan Quinn                           |
| 7 de octubre  | Fairfield Challenger Fairfield, Estados Unidos Dura – Challenger 75 – 32S/24Q/16D Cuadro Individuales – Cuadro Dobles                           | Ryan Seggerman Patrik Trhac 6–2, 3–6, [10–5]           | Gabi Adrian Boitan Bruno Kuzuhara  | Brandon Holt Tristan Schoolkate               | Patrick Kypson Dmitry Popko Alexis Galarneau Ethan Quinn                           |
| 14 de octubre | Olbia Challenger Olbia, Italia Dura – Challenger 125 – 32S/24Q/16D Cuadro Individuales – Cuadro Dobles                                          | Martín Landaluce 6–4, 6–4                              | Mattia Bellucci                    | Matteo Gigante Dalibor Svrčina                | Javier Barranco Cosano Andrea Vavassori Samuel Vincent Ruggeri Constant Lestienne  |
| 14 de octubre | Olbia Challenger Olbia, Italia Dura – Challenger 125 – 32S/24Q/16D Cuadro Individuales – Cuadro Dobles                                          | Oleksii Krutykh Vitaliy Sachko 4–6, 6–1, [10–5]        | Íñigo Cervantes David Pichler      | Matteo Gigante Dalibor Svrčina                | Javier Barranco Cosano Andrea Vavassori Samuel Vincent Ruggeri Constant Lestienne  |
| 14 de octubre | Campeonato Internacional de Tênis de Campinas Campinas, Brasil Tierra batida – Challenger 100 – 32S/24Q/16D Cuadro Individuales – Cuadro Dobles | Tristan Boyer 6–2, 3–6, 6–3                            | Juan Pablo Ficovich                | Camilo Ugo Carabelli Álvaro Guillén Meza      | Juan Carlos Prado Ángelo Tomás Barrios Juan Pablo Varillas Román Andrés Burruchaga |
| 14 de octubre | Campeonato Internacional de Tênis de Campinas Campinas, Brasil Tierra batida – Challenger 100 – 32S/24Q/16D Cuadro Individuales – Cuadro Dobles | Mateus Alves Orlando Luz 6–3, 6–4                      | Tomás Barrios Facundo Mena         | Camilo Ugo Carabelli Álvaro Guillén Meza      | Juan Carlos Prado Ángelo Tomás Barrios Juan Pablo Varillas Román Andrés Burruchaga |
| 14 de octubre | Shenzhen Longhua Open Shenzhen, China Dura – Challenger 100 – 32S/24Q/16D Cuadro Individuales – Cuadro Dobles                                   | Mackenzie McDonald 6–4, 7–6(7–4)                       | Arthur Cazaux                      | Bai Yan Adam Walton                           | Arthur Weber Saba Purtseladze Kris van Wyk James McCabe                            |
| 14 de octubre | Shenzhen Longhua Open Shenzhen, China Dura – Challenger 100 – 32S/24Q/16D Cuadro Individuales – Cuadro Dobles                                   | Pruchya Isaro Wang Aoran 7–6(7–4), 6–3                 | Ray Ho Joshua Paris                | Bai Yan Adam Walton                           | Arthur Weber Saba Purtseladze Kris van Wyk James McCabe                            |
| 14 de octubre | Calgary National Bank Challenger Calgary, Canadá Dura (i) – Challenger 75 – 32S/24Q/16D Cuadro Individuales – Cuadro Dobles                     | Murphy Cassone 4–6, 6–3, 6–4                           | Govind Nanda                       | Liam Draxl Aziz Dougaz                        | Maks Kaśnikowski Bernard Tomic Nicolás Mejía Alexis Galarneau                      |
| 14 de octubre | Calgary National Bank Challenger Calgary, Canadá Dura (i) – Challenger 75 – 32S/24Q/16D Cuadro Individuales – Cuadro Dobles                     | Ryan Seggerman Patrik Trhac 6–3, 7–6(7–3)              | Robert Cash James Tracy            | Liam Draxl Aziz Dougaz                        | Maks Kaśnikowski Bernard Tomic Nicolás Mejía Alexis Galarneau                      |
| 14 de octubre | Open Saint-Brieuc Saint-Brieuc, Francia Dura (i) – Challenger 75 – 32S/24Q/16D Cuadro Individuales – Cuadro Dobles                              | Benjamin Bonzi 6–2, 6–3                                | Lucas Pouille                      | Antoine Cornut-Chauvinc Grégoire Barrère      | Max Hans Rehberg Kyle Edmund Calvin Hemery Paul Jubb                               |
| 14 de octubre | Open Saint-Brieuc Saint-Brieuc, Francia Dura (i) – Challenger 75 – 32S/24Q/16D Cuadro Individuales – Cuadro Dobles                              | Geoffrey Blancaneaux Gabriel Debru 3–3, descalificados | Jakub Paul Matěj Vocel             | Antoine Cornut-Chauvinc Grégoire Barrère      | Max Hans Rehberg Kyle Edmund Calvin Hemery Paul Jubb                               |
| 21 de octubre | Taipei OEC Open Taipéi, Taiwan Dura (i) – Challenger 125 – 32S/24Q/16D Cuadro Individuales – Cuadro Dobles                                      | Taro Daniel 6–4, 7–5                                   | Adam Walton                        | Aleksandar Vukic Tseng Chun-hsin              | Mukund Sasikumar Mackenzie McDonald Hsu Yu-hsiou Coleman Wong                      |
| 21 de octubre | Taipei OEC Open Taipéi, Taiwan Dura (i) – Challenger 125 – 32S/24Q/16D Cuadro Individuales – Cuadro Dobles                                      | David Stevenson Marcus Willis 6–3, 6–3                 | Nam Ji-sung Joshua Paris           | Aleksandar Vukic Tseng Chun-hsin              | Mukund Sasikumar Mackenzie McDonald Hsu Yu-hsiou Coleman Wong                      |
| 21 de octubre | Brest Challenger Brest, Francia Dura (i) – Challenger 100 – 32S/24Q/16D Cuadro Individuales – Cuadro Dobles                                     | Otto Virtanen 6–4, 4–6, 7–6(8–6)                       | Benjamin Bonzi                     | Alibek Kachmazov Benjamin Hassan              | João Fonseca Mikhail Kukushkin Jakub Paul Luca Van Assche                          |
| 21 de octubre | Brest Challenger Brest, Francia Dura (i) – Challenger 100 – 32S/24Q/16D Cuadro Individuales – Cuadro Dobles                                     | Nicolás Barrientos Skander Mansouri 7–5, 4–6, [10–5]   | Jakub Paul Matěj Vocel             | Alibek Kachmazov Benjamin Hassan              | João Fonseca Mikhail Kukushkin Jakub Paul Luca Van Assche                          |
| 21 de octubre | Curitiba Challenger Curitiba, Brasil Tierra batida – Challenger 100 – 32S/24Q/16D Cuadro Individuales – Cuadro Dobles                           | Jaime Faria 6–4, 6–4                                   | Felipe Meligeni Alves              | Gustavo Heide Juan Manuel Cerúndolo           | Mateus Alves Gastão Elias Román Andrés Burruchaga Álvaro Guillén Meza              |
| 21 de octubre | Curitiba Challenger Curitiba, Brasil Tierra batida – Challenger 100 – 32S/24Q/16D Cuadro Individuales – Cuadro Dobles                           | Fernando Romboli Matías Soto 7–6(7–5), 7–6(7–4)        | Karol Drzewiecki Piotr Matuszewski | Gustavo Heide Juan Manuel Cerúndolo           | Mateus Alves Gastão Elias Román Andrés Burruchaga Álvaro Guillén Meza              |
| 21 de octubre | City of Playford Tennis International Playford, Australia Dura – Challenger 75 – 32S/24Q/16D Cuadro Individuales – Cuadro Dobles                | Rinky Hijikata 6–4, 7–6(7–4)                           | Yuta Shimizu                       | Masamichi Imamura Marc Polmans                | Omar Jasika Tristan Schoolkate Shintaro Mochizuki Li Tu                            |
| 21 de octubre | City of Playford Tennis International Playford, Australia Dura – Challenger 75 – 32S/24Q/16D Cuadro Individuales – Cuadro Dobles                | Blake Ellis Thomas Fancutt 6–1, 5–7, [10–5]            | Jake Delaney Jesse Delaney         | Masamichi Imamura Marc Polmans                | Omar Jasika Tristan Schoolkate Shintaro Mochizuki Li Tu                            |
| 21 de octubre | Sioux Falls Challenger Sioux Falls, Estados Unidos Dura (i) – Challenger 75 – 32S/24Q/16D Cuadro Individuales – Cuadro Dobles                   | Borna Gojo 6–1, 7–5                                    | Colton Smith                       | Murphy Cassone Mark Lajal                     | Christopher Eubanks Ozan Baris Patrick Kypson Brandon Holt                         |
| 21 de octubre | Sioux Falls Challenger Sioux Falls, Estados Unidos Dura (i) – Challenger 75 – 32S/24Q/16D Cuadro Individuales – Cuadro Dobles                   | Liam Draxl Cleeve Harper 7–5, 6–3                      | Ryan Seggerman Patrik Trhac        | Murphy Cassone Mark Lajal                     | Christopher Eubanks Ozan Baris Patrick Kypson Brandon Holt                         |
| 28 de octubre | Slovak Open Bratislava, Eslovaquia Dura (i) – Challenger 125 – 32S/24Q/16D Cuadro Individuales – Cuadro Dobles                                  | Roman Safiullin 6–3, 6–4                               | Raphaël Collignon                  | Kei Nishikori Dino Prižmić                    | Aslan Karatsev Constant Lestienne Jacob Fearnley Gabriel Diallo                    |
| 28 de octubre | Slovak Open Bratislava, Eslovaquia Dura (i) – Challenger 125 – 32S/24Q/16D Cuadro Individuales – Cuadro Dobles                                  | Nicolás Barrientos Julian Cash 6–3, 6–4                | André Göransson Sem Verbeek        | Kei Nishikori Dino Prižmić                    | Aslan Karatsev Constant Lestienne Jacob Fearnley Gabriel Diallo                    |
| 28 de octubre | Seoul Open Challenger Seúl, Corea del Sur Dura – Challenger 100 – 32S/24Q/16D Cuadro Individuales – Cuadro Dobles                               | Nikoloz Basilashvili 7–5, 6–4                          | Taro Daniel                        | Jurij Rodionov Antoine Escoffier              | Kasidit Samrej Nicolas Moreno de Alboran Li Tu Hiroki Moriya                       |
| 28 de octubre | Seoul Open Challenger Seúl, Corea del Sur Dura – Challenger 100 – 32S/24Q/16D Cuadro Individuales – Cuadro Dobles                               | Saketh Myneni Ramkumar Ramanathan 6–4, 4–6, [10–3]     | Vasil Kirkov Bart Stevens          | Jurij Rodionov Antoine Escoffier              | Kasidit Samrej Nicolas Moreno de Alboran Li Tu Hiroki Moriya                       |
| 28 de octubre | Charlottesville Men's Pro Challenger Charlottesville, Estados Unidos Dura (i) – Challenger 75 – 32S/24Q/16D Cuadro Individuales – Cuadro Dobles | James Trotter 6–3, 6–4                                 | Nishesh Basavareddy                | Alexis Galarneau Learner Tien                 | Chris Rodesch Ethan Quinn Colton Smith Mark Lajal                                  |
| 28 de octubre | Charlottesville Men's Pro Challenger Charlottesville, Estados Unidos Dura (i) – Challenger 75 – 32S/24Q/16D Cuadro Individuales – Cuadro Dobles | Robert Cash James Tracy 4–6, 7–6(9–7), [10–7]          | Chris Rodesch William Woodall      | Alexis Galarneau Learner Tien                 | Chris Rodesch Ethan Quinn Colton Smith Mark Lajal                                  |
| 28 de octubre | Challenger Ciudad de Guayaquil Guayaquil, Ecuador Tierra batida – Challenger 75 – 32S/24Q/16D Cuadro Individuales – Cuadro Dobles               | Federico Agustín Gómez 6–1, 6–4                        | Tomás Barrios                      | Román Andrés Burruchaga Federico Coria        | Alex Barrena Oriol Roca Batalla Henrique Rocha Andrés Andrade                      |
| 28 de octubre | Challenger Ciudad de Guayaquil Guayaquil, Ecuador Tierra batida – Challenger 75 – 32S/24Q/16D Cuadro Individuales – Cuadro Dobles               | Karol Drzewiecki Piotr Matuszewski 6–4, 7–6(7–2)       | Luís Britto Marcelo Zormann        | Román Andrés Burruchaga Federico Coria        | Alex Barrena Oriol Roca Batalla Henrique Rocha Andrés Andrade                      |
| 28 de octubre | NSW Open Sídney, Australia Dura – Challenger 75 – 32S/24Q/16D Cuadro Individuales – Cuadro Dobles                                               | Thanasi Kokkinakis 6–1, 6–1                            | Rinky Hijikata                     | Tristan Schoolkate Yuta Shimizu               | Emile Hudd Ajeet Rai Omar Jasika Hikaru Shiraishi                                  |
| 28 de octubre | NSW Open Sídney, Australia Dura – Challenger 75 – 32S/24Q/16D Cuadro Individuales – Cuadro Dobles                                               | Blake Ellis Thomas Fancutt 7–5, 7–6(7–4)               | Blake Bayldon Mats Hermans         | Tristan Schoolkate Yuta Shimizu               | Emile Hudd Ajeet Rai Omar Jasika Hikaru Shiraishi                                  |
| 28 de octubre | Brazzaville Challenger Brazzaville, República del Congo Dura – Challenger 75 – 32S/24Q/16D Cuadro Individuales – Cuadro Dobles                  | Gonzalo Oliveira 6–4, 6–3                              | Filip Cristian Jianu               | Eliakim Coulibaly Santiago Rodríguez Taverna  | Karan Singh Calvin Hemery Dev Javia Corentin Denolly                               |
| 28 de octubre | Brazzaville Challenger Brazzaville, República del Congo Dura – Challenger 75 – 32S/24Q/16D Cuadro Individuales – Cuadro Dobles                  | Florent Bax Karan Singh 7–5, 6–1                       | Simone Agostini Alec Beckley       | Eliakim Coulibaly Santiago Rodríguez Taverna  | Karan Singh Calvin Hemery Dev Javia Corentin Denolly                               |

### Torneos en noviembre
| Semana de       | Torneo | Campeones                                                   | Finalista                               | Semifinales                                 | Cuartos de final                                                                     |
| --------------- | --- | ----------------------------------------------------------- | --------------------------------------- | ------------------------------------------- | ------------------------------------------------------------------------------------ |
| 4 de noviembre  | HPP Open Helsinki, Finlandia Dura (i) – Challenger 125 – 32S/24Q/16D Cuadro Individuales – Cuadro Dobles                                      | Kei Nishikori 3–6, 6–4, 6–1                                 | Luca Nardi                              | Max Hans Rehberg Denis Yevseyev             | Henri Squire Jacob Fearnley Otto Virtanen Jan Choinski                               |
| 4 de noviembre  | HPP Open Helsinki, Finlandia Dura (i) – Challenger 125 – 32S/24Q/16D Cuadro Individuales – Cuadro Dobles                                      | Filip Bergevi Mick Veldheer 3–6, 7–6(7–5), [10–5]           | Romain Arneodo Théo Arribagé            | Max Hans Rehberg Denis Yevseyev             | Henri Squire Jacob Fearnley Otto Virtanen Jan Choinski                               |
| 4 de noviembre  | Knoxville Challenger Knoxville, Estados Unidos Dura (i) – Challenger 75 – 32S/24Q/16D Cuadro Individuales – Cuadro Dobles                     | Christopher Eubanks 7–5, 7–6(11–9)                          | Learner Tien                            | Nishesh Basavareddy Johannus Monday         | Mark Lajal Jay Clarke James Trotter Eliot Spizzirri                                  |
| 4 de noviembre  | Knoxville Challenger Knoxville, Estados Unidos Dura (i) – Challenger 75 – 32S/24Q/16D Cuadro Individuales – Cuadro Dobles                     | Patrick Harper Johannus Monday 6–2, 6–2                     | Micah Braswell Eliot Spizzirri          | Nishesh Basavareddy Johannus Monday         | Mark Lajal Jay Clarke James Trotter Eliot Spizzirri                                  |
| 4 de noviembre  | Lima Challenger II Lima, Perú Tierra batida – Challenger 75 – 32S/24Q/16D Cuadro Individuales – Cuadro Dobles                                 | Vít Kopřiva 6–3, 7–6(7–3)                                   | Elmer Møller                            | Juan Manuel Cerúndolo Henrique Rocha        | Francisco Comesaña Camilo Ugo Carabelli Vilius Gaubas Federico Coria                 |
| 4 de noviembre  | Lima Challenger II Lima, Perú Tierra batida – Challenger 75 – 32S/24Q/16D Cuadro Individuales – Cuadro Dobles                                 | Karol Drzewiecki Piotr Matuszewski 7–5, 6–4                 | Luís Britto Gustavo Heide               | Juan Manuel Cerúndolo Henrique Rocha        | Francisco Comesaña Camilo Ugo Carabelli Vilius Gaubas Federico Coria                 |
| 4 de noviembre  | Matsuyama Challenger Matsuyama, Japón Dura – Challenger 75 – 32S/24Q/16D Cuadro Individuales – Cuadro Dobles                                  | Nicolas Moreno de Alboran 7–6(7–4), 6–2                     | Alex Bolt                               | Yosuke Watanuki Alexander Blockx            | Kokoro Isomura Térence Atmane Federico Cinà Shintaro Mochizuki                       |
| 4 de noviembre  | Matsuyama Challenger Matsuyama, Japón Dura – Challenger 75 – 32S/24Q/16D Cuadro Individuales – Cuadro Dobles                                  | Seita Watanabe Takeru Yuzuki 6–4, 6–3                       | Nicolas Moreno de Alboran Rubin Statham | Yosuke Watanuki Alexander Blockx            | Kokoro Isomura Térence Atmane Federico Cinà Shintaro Mochizuki                       |
| 11 de noviembre | Kobe Challenger Kobe, Japón Dura (i) – Challenger 100 – 32S/24Q/16D Cuadro Individuales – Cuadro Dobles                                       | Alexander Blockx 6–3, 6–1                                   | Jurij Rodionov                          | Mattia Bellucci Taro Daniel                 | Sho Shimabukuro Benjamin Hassan Yosuke Watanuki Yasutaka Uchiyama                    |
| 11 de noviembre | Kobe Challenger Kobe, Japón Dura (i) – Challenger 100 – 32S/24Q/16D Cuadro Individuales – Cuadro Dobles                                       | Vasil Kirkov Bart Stevens 7–6(9–7), 7–5                     | Kaichi Uchida Takeru Yuzuki             | Mattia Bellucci Taro Daniel                 | Sho Shimabukuro Benjamin Hassan Yosuke Watanuki Yasutaka Uchiyama                    |
| 11 de noviembre | Uruguay Open Montevideo, Uruguay Tierra batida – Challenger 100 – 32S/24Q/16D Cuadro Individuales – Cuadro Dobles                             | Tristan Boyer 6–2, 6–4                                      | Hugo Dellien                            | Federico Coria Camilo Ugo Carabelli         | Felipe Meligeni Alves Gustavo Heide Genaro Alberto Olivieri Thiago Monteiro          |
| 11 de noviembre | Uruguay Open Montevideo, Uruguay Tierra batida – Challenger 100 – 32S/24Q/16D Cuadro Individuales – Cuadro Dobles                             | Guido Andreozzi Orlando Luz 4–6, 6–3, [10–8]                | Mariano Kestelboim Franco Roncadelli    | Federico Coria Camilo Ugo Carabelli         | Felipe Meligeni Alves Gustavo Heide Genaro Alberto Olivieri Thiago Monteiro          |
| 11 de noviembre | Champaign–Urbana Challenger Champaign, Estados Unidos Dura (i) – Challenger 75 – 32S/24Q/16D Cuadro Individuales – Cuadro Dobles              | Ethan Quinn 6–3, 6–1                                        | Nishesh Basavareddy                     | Kenta Miyoshi Eliot Spizzirri               | Micah Braswell Jack Pinnington Jones Patrick Kypson Govind Nanda                     |
| 11 de noviembre | Champaign–Urbana Challenger Champaign, Estados Unidos Dura (i) – Challenger 75 – 32S/24Q/16D Cuadro Individuales – Cuadro Dobles              | Evan King Reese Stalder 7–6(7–3), 7–5                       | James Davis James MacKinlay             | Kenta Miyoshi Eliot Spizzirri               | Micah Braswell Jack Pinnington Jones Patrick Kypson Govind Nanda                     |
| 11 de noviembre | Challenger Banque Nationale de Drummondville Drummondville, Canadá Dura (i) – Challenger 75 – 32S/24Q/16D Cuadro Individuales – Cuadro Dobles | Aidan Mayo 6–3, 3–6, 6–4                                    | Chris Rodesch                           | James Trotter Patrick Zahraj                | Antoine Ghibaudo Karue Sell Daniel Masur Joel Schwärzler                             |
| 11 de noviembre | Challenger Banque Nationale de Drummondville Drummondville, Canadá Dura (i) – Challenger 75 – 32S/24Q/16D Cuadro Individuales – Cuadro Dobles | Robert Cash James Tracy 6–2, 6–4                            | Liam Draxl Cleeve Harper                | James Trotter Patrick Zahraj                | Antoine Ghibaudo Karue Sell Daniel Masur Joel Schwärzler                             |
| 11 de noviembre | All In Open Lyon, Francia Dura (i) – Challenger 75 – 32S/24Q/16D Cuadro Individuales – Cuadro Dobles                                          | Raphaël Collignon 6–4, 6–2                                  | Calvin Hemery                           | Grégoire Barrère João Fonseca               | Borna Ćorić Valentin Royer Martín Landaluce Loann Massard                            |
| 11 de noviembre | All In Open Lyon, Francia Dura (i) – Challenger 75 – 32S/24Q/16D Cuadro Individuales – Cuadro Dobles                                          | Luke Johnson Lucas Miedler 6–1, 6–2                         | Sergio Martos Gornés David Pichler      | Grégoire Barrère João Fonseca               | Borna Ćorić Valentin Royer Martín Landaluce Loann Massard                            |
| 18 de noviembre | Internazionali di Tennis Città di Rovereto Rovereto, Italia Dura (i) – Challenger 100 – 32S/24Q/16D Cuadro Individuales – Cuadro Dobles       | Luca Nardi 6–1, 6–3                                         | Francesco Maestrelli                    | August Holmgren Martín Landaluce            | Dino Prižmić Alexey Vatutin Geoffrey Blancaneaux Oleg Prihodko                       |
| 18 de noviembre | Internazionali di Tennis Città di Rovereto Rovereto, Italia Dura (i) – Challenger 100 – 32S/24Q/16D Cuadro Individuales – Cuadro Dobles       | Sriram Balaji Rithvik Choudary Bollipalli 6–3, 2–6, [12–10] | Théo Arribagé Francisco Cabral          | August Holmgren Martín Landaluce            | Dino Prižmić Alexey Vatutin Geoffrey Blancaneaux Oleg Prihodko                       |
| 18 de noviembre | Torneio Internacional Masculino de Tênis São Paulo, Brasil Dura – Challenger 75 – 32S/24Q/16D Cuadro Individuales – Cuadro Dobles             | Francisco Comesaña 7–5, 4–6, 6–4                            | Thiago Agustín Tirante                  | Matías Soto Tomás Barrios Vera              | Gustavo Heide Felipe Meligeni Alves Garrett Johns Hady Habib                         |
| 18 de noviembre | Torneio Internacional Masculino de Tênis São Paulo, Brasil Dura – Challenger 75 – 32S/24Q/16D Cuadro Individuales – Cuadro Dobles             | Federico Agustín Gómez Luis David Martínez 7–6(7–4), 7–5    | Christian Harrison Evan King            | Matías Soto Tomás Barrios Vera              | Gustavo Heide Felipe Meligeni Alves Garrett Johns Hady Habib                         |
| 18 de noviembre | Montemar Challenger Montemar, España Tierra batida – Challenger 75 – 32S/24Q/16D Cuadro Individuales – Cuadro Dobles                          | Fabio Fognini 6–3, 2–6, 6–3                                 | Lukas Neumayer                          | Iñaki Montes de la Torre Pol Martín Tiffon  | Denis Yevseyev Nicolai Budkov Kjær Abdullah Shelbayh Nick Hardt                      |
| 18 de noviembre | Montemar Challenger Montemar, España Tierra batida – Challenger 75 – 32S/24Q/16D Cuadro Individuales – Cuadro Dobles                          | Karol Drzewiecki Piotr Matuszewski 6–3, 6–4                 | Daniel Rincón Abdullah Shelbayh         | Iñaki Montes de la Torre Pol Martín Tiffon  | Denis Yevseyev Nicolai Budkov Kjær Abdullah Shelbayh Nick Hardt                      |
| 18 de noviembre | Keio Challenger Yokohama, Japón Dura – Challenger 75 – 32S/24Q/16D Cuadro Individuales – Cuadro Dobles                                        | Yuta Shimizu 6–7(4–7), 6–4, 6–2                             | Li Tu                                   | Constant Lestienne Benjamin Hassan          | Alexey Zakharov Coleman Wong Rei Sakamoto James McCabe                               |
| 18 de noviembre | Keio Challenger Yokohama, Japón Dura – Challenger 75 – 32S/24Q/16D Cuadro Individuales – Cuadro Dobles                                        | Benjamin Hassan Saketh Myneni 6–2, 6–4                      | Blake Bayldon Calum Puttergill          | Constant Lestienne Benjamin Hassan          | Alexey Zakharov Coleman Wong Rei Sakamoto James McCabe                               |
| 18 de noviembre | Puerto Vallarta Open Puerto Vallarta, México Dura – Challenger 50 – 32S/24Q/16D Cuadro Individuales – Cuadro Dobles                           | Nishesh Basavareddy 6–3, 7–6(7–4)                           | Liam Draxl                              | Luis Carlos Álvarez Valdés Dimitar Kuzmanov | Andre Ilagan Mats Rosenkranz Patrick Brady Aidan Mayo                                |
| 18 de noviembre | Puerto Vallarta Open Puerto Vallarta, México Dura – Challenger 50 – 32S/24Q/16D Cuadro Individuales – Cuadro Dobles                           | Liam Draxl Benjamin Sigouin 7–6(7–5), 6–2                   | Karl Poling Ryan Seggerman              | Luis Carlos Álvarez Valdés Dimitar Kuzmanov | Andre Ilagan Mats Rosenkranz Patrick Brady Aidan Mayo                                |
| 25 de noviembre | Maia Challenger Maia, Portugal Tierra batida (i) – Challenger 100 – 32S/24Q/16D Cuadro Individuales – Cuadro Dobles                           | Damir Džumhur 6–3, 6–4                                      | Francesco Passaro                       | Andrej Martin Federico Coria                | Henrique Rocha Daniel Mérida Albert Ramos Kimmer Coppejans                           |
| 25 de noviembre | Maia Challenger Maia, Portugal Tierra batida (i) – Challenger 100 – 32S/24Q/16D Cuadro Individuales – Cuadro Dobles                           | Théo Arribagé Francisco Cabral 6–1, 3–6, [10–5]             | Kimmer Coppejans Sergio Martos Gornés   | Andrej Martin Federico Coria                | Henrique Rocha Daniel Mérida Albert Ramos Kimmer Coppejans                           |
| 25 de noviembre | Challenger Temuco Temuco, Chile Dura – Challenger 100 – 32S/24Q/16D Cuadro Individuales – Cuadro Dobles                                       | Hady Habib 6–4, 6–7(3–7), 7–6(7–2)                          | Camilo Ugo Carabelli                    | Renzo Olivo João Lucas Reis da Silva        | Juan Carlos Prado Ángelo Tomás Barrios Daniel Dutra da Silva Conner Huertas del Pino |
| 25 de noviembre | Challenger Temuco Temuco, Chile Dura – Challenger 100 – 32S/24Q/16D Cuadro Individuales – Cuadro Dobles                                       | Christian Harrison Evan King 7–6(7–5), 7–5                  | Benjamin Lock Renzo Olivo               | Renzo Olivo João Lucas Reis da Silva        | Juan Carlos Prado Ángelo Tomás Barrios Daniel Dutra da Silva Conner Huertas del Pino |
| 25 de noviembre | Yokkaichi Challenger Yokkaichi, Japón Dura – Challenger 75 – 32S/24Q/16D Cuadro Individuales – Cuadro Dobles                                  | Rei Sakamoto 1–6, 6–3, 6–4                                  | Christoph Negritu                       | Shintaro Mochizuki Philip Sekulic           | Li Tu Kaichi Uchida Yuta Shimizu Benjamin Hassan                                     |
| 25 de noviembre | Yokkaichi Challenger Yokkaichi, Japón Dura – Challenger 75 – 32S/24Q/16D Cuadro Individuales – Cuadro Dobles                                  | Thomas Fancutt Jakub Paul 6–2, 7–5                          | Kokoro Isomura Hikaru Shiraishi         | Shintaro Mochizuki Philip Sekulic           | Li Tu Kaichi Uchida Yuta Shimizu Benjamin Hassan                                     |
| 25 de noviembre | Manzanillo Challenger Manzanillo, México Dura – Challenger 50 – 32S/24Q/16D Cuadro Individuales – Cuadro Dobles                               | Mats Rosenkranz 6–3, 6–4                                    | Gonzalo Oliveira                        | Liam Draxl Aidan Mayo                       | Toby Kodat Ernesto Escobedo Dimitar Kuzmanov Aziz Dougaz                             |
| 25 de noviembre | Manzanillo Challenger Manzanillo, México Dura – Challenger 50 – 32S/24Q/16D Cuadro Individuales – Cuadro Dobles                               | Liam Draxl Cleeve Harper 6–7(4–7), 7–5, [12–10]             | Finn Reynolds Benjamin Sigouin          | Liam Draxl Aidan Mayo                       | Toby Kodat Ernesto Escobedo Dimitar Kuzmanov Aziz Dougaz                             |